# 马德里竞技俱乐部
马德里竞技俱乐部（西班牙語：Club Atlético de Madrid）簡稱馬競，是一家位於西班牙马德里的足球俱樂部，成立於1903年4月26日，目前於西班牙足球甲级联赛比賽。现任主教练迭戈·西蒙尼於2011年12月23日上任，執教至今。
馬德里競技是西甲聯賽中综合实力第三的球队，夺冠次数、季票持有者数目和总收入仅排在同城球會皇家马德里和巴塞罗那之后。
球队的主場奇維塔斯大都會球場可容納70,460名觀眾，是西班牙第三大的足球場。另外奇维塔斯大都会球场还是2018-2019赛季欧冠决赛的举办地。西班牙國王費利佩六世自2003年起成為俱樂部的榮譽主席。2017年夏季，球队送走了陪伴他们51年的比森特·卡尔德隆球场（Estadio Vicente Calderón），卡尔德隆球场可容纳 54,851 名观众，是以当时俱乐部主席的名字比森特·卡爾德隆命名。这也是获得辉煌胜利的时期的开始，在此之后获得俱乐部的第一座欧洲奖杯——歐洲盃賽冠軍盃，还签下伟大射手加拉特（Gárate）。
1973—1974赛季，馬德里體育會於歐洲冠軍杯中闖入决賽，通过重賽負於拜仁慕尼黑。當季的洲際杯當中，由于拜仁慕尼黑放棄參賽，2–1 擊敗阿根廷独立体育俱乐部奪得洲际杯冠軍。
1999—2000赛季，俱乐部再次降入乙级，在乙级联赛踢了两年后才重返甲级联赛。2007–2008赛季，马德里竞技於西甲第 37 輪以 1–0 擊敗拉科魯尼亞，自1996–1997年度以來再次奪得歐聯參賽資格。
2009—2010賽季，馬德里體育會晉身歐霸盃足球聯賽決賽，在加時賽以 2-1 擊敗英超球隊富咸奪得首屆歐霸盃冠軍，這是球隊 14 年來拿到的第一個冠軍，也是事隔 48 年後再次赢得歐洲賽事冠軍。接著參加歐洲超級盃，以 2–0 擊敗歐冠冠軍國際米蘭，奪得史上第一座歐洲超級盃。
2011—2012赛季，马德里竞技再次闯入欧罗巴联赛决赛，以 3–0 完胜同属西甲的毕尔巴鄂竞技，再次获得冠军。摩纳哥当地时间8月31日，马竞以 4–1 战胜欧冠冠军切尔西，第二次夺得欧洲超级杯，其中法尔考半场上演帽子戏法。
2013—2014賽季，馬德里體育會於西甲第 38 輪比賽中，以 1–1 逼和巴塞羅那足球俱樂部，以 3 分之差壓過巴塞成功取得 18 年來第一個西甲錦標，成功打破了巴塞羅那和皇家马德里西甲連續 9 年的壟斷。当季的欧洲冠军联赛当中，亦闯入决赛，通过加时 1–4 负于同城对手皇家马德里。
2015—2016赛季，马德里竞技在欧洲冠军联赛，连斩各大联赛冠军闯入决赛，再次与同城死敌皇家马德里相遇，90分钟内双方战成1：1平（15'塞尔吉奥·拉莫斯争议越位进球，79'卡拉斯科扳平），加时赛中战成0：0，点球大战中双方战成3:5,马德里竞技再次在欧冠决赛中负于皇家马德里，同时目送同城死敌第十一次捧起欧冠奖杯。
2016—2017赛季，马德里竞技再度在欧洲冠军联赛闯入四强，半决赛中，又一次与同城死敌相遇，两回合较量中，首回合，在圣地亚哥·伯纳乌球场0：3惨败于皇家马德里，次回合回到当时主场卡尔德隆球场，开场16分钟，头槌，点射，为马竞占据2：0的先机，球迷们一度看到逆转皇马的希望，然而随着42分钟本泽马在进去边线附近的1v3过人后传给克罗斯，后者射门被扑，伊斯科补射得分，希望隨之遠去。最终马竞在欧冠的道路上以2：4的总比分又一次倒在了皇马的面前。
2017—2018赛季，马德里竞技由于在欧冠小组赛表现不佳，并未小组出线，但在歐霸盃赛场上挺进决赛，在2018年歐霸盃決賽中对阵来自法甲的球队马赛,決賽以3:0擊敗馬賽，第三次奪得歐霸盃冠軍。接著參加歐洲超級盃，通過加時以 4–2 擊敗同城死敵歐冠冠軍皇家马德里，第三次奪得歐洲超級盃。
自费尔南多·托雷斯開始，先後又有佛蘭、阿奎羅、法爾考、迪亞高·哥斯達與格里茲曼等世界頂級前鋒出自馬競，有馬競盛產前鋒的說法。

## 歷史

### 早年時期 (1903年—1939年)

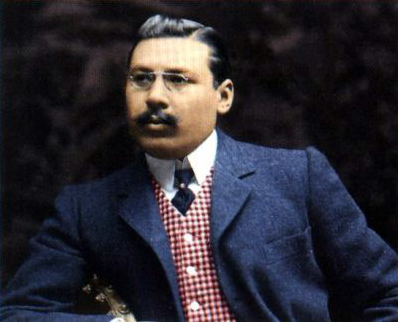
馬德里競技首任主席恩里克·阿連德

在1903年4月26日，球隊正式成立。 俱乐部最初是作为毕尔巴鄂的分支俱樂部 在1904年，他们被持不同政见的成员呼籲加入皇家馬德里。 俱樂部最初是以藍色和白色為球衣主要顏色，與當時另一支國內俱樂部毕尔巴鄂非常相似。但到1911年球队改为现在的红白竖条球衣和深蓝色球裤並延續至今。因為很多人相信球衣顏色之所以受到改變，主要是因為紅色和白色的球衣是最廉價的，而當時西班牙的床單大多數是上述兩種顏色，而相同的組合是用來做床單，而未使用的布料就很容易轉換成球衣。所以馬德里體育會又被球迷稱為「床單軍團」（Colchoneros，西班牙语意为“mattress makers”）。其他更合理改變顏色的原因是受到畢爾包和布萊克本流浪者的影響。馬德里競技曾經向後者購買他們在英格蘭的藍白球衣。 1911年，俱樂部前球員Juanito Elorduy前往英格蘭為球會購買球衣。他最終沒有向布萊克本購買球衣，而是向英格蘭南部俱樂部南安普顿購買他們的紅白色球衣。最終，馬德里競技採用紅色和白色作球衣，但仍然選擇保持布萊克本的藍色作球褲，也因此令球會有床單軍團的稱號。
馬德里競技的第一個主場球場名叫Ronda de Vallecas，它坐落在馬德里工人階級區域的南側。1919年，一間名為Compañía Urbanizadora Metropolitana的公司在馬德里地下建立通信系統，建立地點位處附近的大學城。而在1921年，馬德里競技正式從畢爾巴鄂競技獨立出來。另外，Ronda de Vallecas作為該公司建築項目的一部分，該公司將會建立一個新的體育場，名為馬德里大都會體育場。而馬德里競技將以此作為主場，共有35,800座位。
 大都會球場使用到1966年，馬德里競技將主場搬往。 後來，在俱樂部將主場搬離後，大都會球場被拆除，並被大學城的建築物取代和原址也建築了一幢屬於ENUSA公司所有的寫字樓。
在20世紀20年代，球隊開始漸露頭角，更在1921年的西班牙國王盃中打進決賽，對手為畢爾包。但最終球隊只能獲得亞軍。1921年，球會正式从毕尔巴鄂竞技独立出来，到了1923年建成了俱乐部第一座球场 馬德里大都會球場。在1926年西班牙國王盃決賽中又不敵巴塞隆拿。在1928年馬德里體育會終於升上西甲聯賽。但球隊在僅僅兩季後又返回西乙行列。他們在1934年再度返回西甲。但又在兩季後再度降回乙組。幸運的是，床單軍團因為西班牙內戰的爆發而讓他們可以在聯賽重新開始後繼續留在甲組，因為奧維耶多自己的主場在內戰中被毀滅。 因此，不論西甲和競技的保級比賽都被推遲。最終後者贏得對奥萨苏纳季後賽，擊敗這支1934-35球季乙級聯賽冠軍。

### 改名為航空竞技的時期(1939年–1947年)
在1939-1940赛季，俱樂部名字改为航空竞技 (Atlético Aviación)，并獲得第一座西甲聯賽錦標，在此之前已经在踢了几年。全國航空是成立於1939年的西班牙空軍的俱樂部。他們已經承諾參加1939-1940賽季的西班牙甲級聯賽，但仍然被西班牙足協拒絕。該俱樂部在西班牙內戰已經失去了八名主力球員，因此它們以一種妥協的方式與馬競進行合併。該球隊被授予了一個地方作賽，在1939-1940賽季也只能作為皇家奧維多的替代球隊。而球會傳奇為當時的教練，俱樂部隨後贏得了他們第一個的西甲冠軍，然後俱樂部在1940-1941賽季仍能衛冕冠軍成功。而這個時期來最具影響力和魅力的球員是隊長熱爾曼·戈麥斯，他是在1939年從桑坦德競技加盟床單軍團，他連續為床單軍團效力了八個賽季。直到1947-1948赛季。他成為了球隊的主力中場，並與球會另一傳奇拉蒙·加比隆多一同上陣。1941年，弗朗西斯科·佛朗哥的語言政策推行 西班牙禁止使用外國地名作為球隊名字。因此，馬德里航空競技被禁止使用。 1947年，球會決定從名字中刪除航空兩字和恢復以往馬德里競技作為球隊名稱。同年，馬德里競技在大都會球場以5:0大勝同城死敵皇家馬德里;這也是馬競對皇馬迄今為止最大的勝利比分。

### 黃金時代 (1947年–1965年)

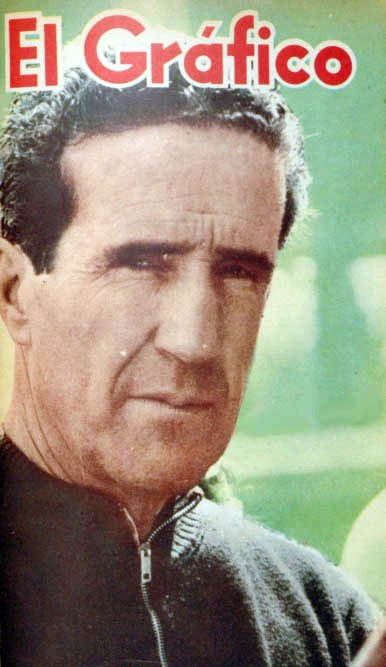
希倫尼奧·靴利拿在擔任馬競教練時，為床單軍團贏取兩次西甲冠軍

在時任教練希倫尼奧·靴利拿以及摩洛哥傳奇射手拉尔比·本·穆巴拉克的幫助下，馬競在1949-1950赛季和1950-1951赛季連續兩個賽季奪取西甲冠軍錦標。但自從靴利拿在1953年離開俱樂部後，馬競又重新被巴塞罗那和皇家馬德里超越。而在整個50年代的其餘年份，球會更被畢爾巴鄂竞技奪取了在西班牙第三的稱號。加上購買了大都會球場動用了大量的資金，令馬競在50年代的發展幾乎停滯不前，不得不通過过出售球員來緩和球會的经济狀況。在眾多主力球员離隊他投后，馬德里竞技的成绩一直下滑。
在時任主席哈維爾·巴羅佐的帶領下，馬競開始籌劃去組建一支「夢之隊」來奪取更多的榮譽，從而紀念俱練部成立50週年。而俱樂部第一個大手筆買入的就是當時的巴西球星埃德瓦尔多·伊斯迪奥·内托(Edval Izidio Neto)。他就是在1958年瑞典世界盃上幫助巴西國家隊奪得冠軍的主力前鋒"Vava"。另外，在1961年3月17日，因為之前的主場「馬德里大都會球場」的座位容量已經無法滿足俱樂部球迷的需求。因此，俱樂部主席哈維爾·巴羅佐在馬德里市中心曼薩納雷斯河附近買下了一塊土地用以新建俱樂部主場，這年開始新球場就開始興建。
在20世紀的60至70年代，馬德里競技開始認真地挑戰巴薩隆納在西班牙第二的位置。早在1957-1958賽季，Fernando Daucik擔任馬競的教練主管，他帶領俱樂部奪得該季西甲的第二名。這導致了馬競獲得來季歐洲盃的參賽資格。而同城死敵皇馬則是應屆歐洲盃冠軍。在歐洲盃的賽事中，馬競以巴西中鋒瓦瓦和恩里克·考拉作首發，一路過關斬將，先後在淘汰賽以兩回合計13:1擊敗愛爾蘭俱樂部德拉姆科德拉，十六強重賽3:1擊敗保加利亞俱樂部索菲亞中央陸軍和八強兩回合計4:1擊敗德國傳統俱樂部沙爾克04後殺入半決賽。  在四強淘汰賽中，馬競對手為同城死敵兼衛冕冠軍皇家馬德里。首回合銀河艦隊在主場2:1擊敗床單軍團。但次回合馬競在大都會球場1:0擊敗皇馬。兩回合計打成2:2。 但由於當時並沒有作客入球優惠晉級，因此雙方需要再次重賽，重賽地點位於同國俱樂部皇家薩拉戈薩的主場羅馬雷達體育場。馬競最終以1:2不敵皇馬，無緣決賽。
不過，馬德里競技在不久之後就獲得了復仇的機會，俱樂部教練由前皇馬主帥何塞·比利亞隆加擔任，他們在1960年和1961年連續兩次的西班牙國王盃決賽，擊敗了皇家馬德里。1962年，馬競在重賽後以3:0擊敗佛罗伦萨贏得了欧洲优胜者杯。 這一個欧洲优胜者杯是馬競在當時唯一主要的歐洲冠軍獎杯。相反，死敵皇馬卻從未贏過此項錦標。接下來，馬競在1962-1963赛季獲得了第二名的成績，而他們以杯賽冠軍的身份再次參加欧洲优胜者杯。俱樂部再次打進优胜者杯的決賽，而决赛地點荷蘭鹿特丹的飛燕諾球場，但卻慘敗予英格蘭俱樂部熱刺1:5。 馬競只憑着恩里克·考拉在上半場射入一球。 儘管如此，馬競仍然繼續在這個時代發揮其影響力，加入了中場球員米格爾·瓊斯和中場進攻組織者阿德拉多·罗德里格斯。
1966年10月2日，馬競位處曼薩納雷斯洛河畔的球場正式落成，最初命為曼薩納雷斯洛球場，但後來改名為現在的比森特·卡爾德隆球場。
1966-1967赛季，从毕尔巴鄂转会来到马德里竞技的傳奇射手荷西·歐洛希奧·格拉帝开始大放光芒，他在單赛季個人攻入14球，成为該季西甲射手王，令早已失望的馬競球迷又看到了曙光。而加拉特也开始了他在马德里竞技的传奇射手王的历程，他奪得西甲射手王3连冠的无上荣耀，将最佳射手的帽子戏法演绎成为西班牙甲级联赛的传奇。
1969-1970賽季，马德里竞技历史上的传奇门将Marcel Domingo回到了马德里竞技成为球队的主教练，这个强悍而又不乏大局观的教练让曼薩納雷斯河畔的球场上燃起了庆祝的火焰，他为球队带来了俱乐部历史上第6个西甲冠军。而球隊前鋒線线上的兩大傳奇格拉帝和阿拉貢尼斯雙雙攻入16球，一同并列該季西甲射手榜首名。
總括而言，對於馬德里競技的球迷來說俱樂部最好的年華正好與皇家馬德里處於同一個時代。1961年至1980年的球季，皇馬在西甲總共奪得14次冠軍。在這個時代，只有馬德里競技能夠對皇馬作出真正的嚴峻挑戰，床單軍團在1966年，1970年，1973年和1977年球季贏得西甲冠軍。馬競也在1961年，1963年和1965年奪得亞軍。而且馬競也有着進一步的成功，分別在在1965年，1972年和1976年贏得了三次西班牙國王盃。在1964-65球季，當雙馬在的西甲冠軍爭奪戰激烈的結束後，馬德里競技成為八年來第一支在伯納烏球場擊敗皇馬的俱樂部。

### 歐洲聯賽冠軍盃決賽 (1965年–1974年)
從這個時代馬競仍有一班極為出色的球員，包括現在老將阿德拉多和射手阿拉貢內斯，哈維爾·伊魯雷塔和荷西·歐洛希奧·格拉帝。當中，格拉帝分別在1969年，1970年和1971年奪得三次西甲神射手獎。而在20世紀70年代，馬德里競技也吸納了大量來自阿根廷的球員，包括魯本·阿亞拉，柏拿迪路·迪亞茲和拉蒙“卡丘”埃雷迪亞以及主教練胡安·卡洛斯·洛倫佐。
1970-1971賽季，球隊獲得了聯賽第3名的成績，在歐洲冠軍杯半決賽敗給了荷蘭班霸阿賈克斯。 加拉特第3次獲得西甲射手王，這個賽季他總共攻入17球，1971年7月14日，俱樂部為了表彰主席比森特·卡爾德隆為俱樂部作出的貢獻，俱樂部一致決定將當時的主場曼薩納雷斯洛體育場改為比森特·卡爾德隆球場並一直沿用至今。
1972年5月23日，比森特·卡爾德隆球場正式翻修竣工並交付使用，西班牙國家隊與烏拉圭國家隊在這裡舉行了一場國際友誼賽去慶祝馬競新球場的落成。
洛倫佐在1972年走馬上任執教馬競後認為足球是一個在紀律，謹慎和擾亂對手的遊戲。儘管有很大的爭議，但他的方法卻證明是成功的，俱樂部在贏得該季西甲聯賽冠軍後，在下一個球季也晉身到了1974年歐洲冠軍杯決賽。
1974-1975賽季，對馬德里競技而言是大起大落的一季。床單軍團滿懷希望全力衝擊該季西甲聯賽冠軍，但過於急躁的心態最終使他們僅僅得以第六名完成賽事。不過，馬競殺入了該季的國王杯決賽，而對手是死敵皇家馬德里。但遺憾地，這次馬競沒有延續他們在國王盃中對戰皇馬的好成績，最後不敵皇馬而屈居亞軍。在歐洲賽方面，馬競在進入決賽的路上接連淘汰加拉塔萨雷、布加勒斯特迪纳摩、贝尔格莱德红星和凯尔特人。 在四強淘汰賽作客面對凯尔特人的比賽中，馬競先後因阿亞拉、迪亞茲以及替補球員奎克被紅牌趕離出場。但俱樂部仍能以0:0作客逼和對手。在次回合馬競憑着格拉帝和阿德拉多各入一球以總比分2:0淘汰這支蘇格蘭班霸而晉身決賽。  決賽在比利时布鲁塞尔的海塞尔球场举行。对手为德国班霸拜仁慕尼黑。馬競面對這支擁有弗朗茨·贝肯鲍尔、塞普·迈耶、保罗·布莱特纳、烏利·赫內斯以及等一眾世界級球星的豪門球隊毫不畏懼。兩隊在90分鐘内均無進球，在加時賽中，阿拉貢尼斯在下半場114分鐘先拔頭籌。但五分鐘後，拜仁球員格奥尔格·施瓦岑贝克在主裁判即将吹響完場哨子前，在距離球門25米處突然起腳勁射，射破馬競門將米格爾·雷納的十指關將比分扳平，令雙方加時賽中打成1比1平。 根据比赛规则，双方不得不在两天后进行重赛。重赛仍在海塞尔球场举行，拜仁慕尼黑的乌利·赫内斯和各进两球，帮助拜仁以4比0大勝馬競，首次夺得欧洲冠军杯冠军。
由於歐洲冠軍拜仁慕尼黑棄權，馬德里競技作為歐洲亞軍參加了日本舉行的洲際盃賽事，經過兩個回合的激戰，馬競以3：0的總比分將南美代表阿根廷獨立隊擊敗，在俱樂部的榮譽室最高處放上了洲際盃。

### 傳奇阿拉貢內斯的時期(1974年–1987年)

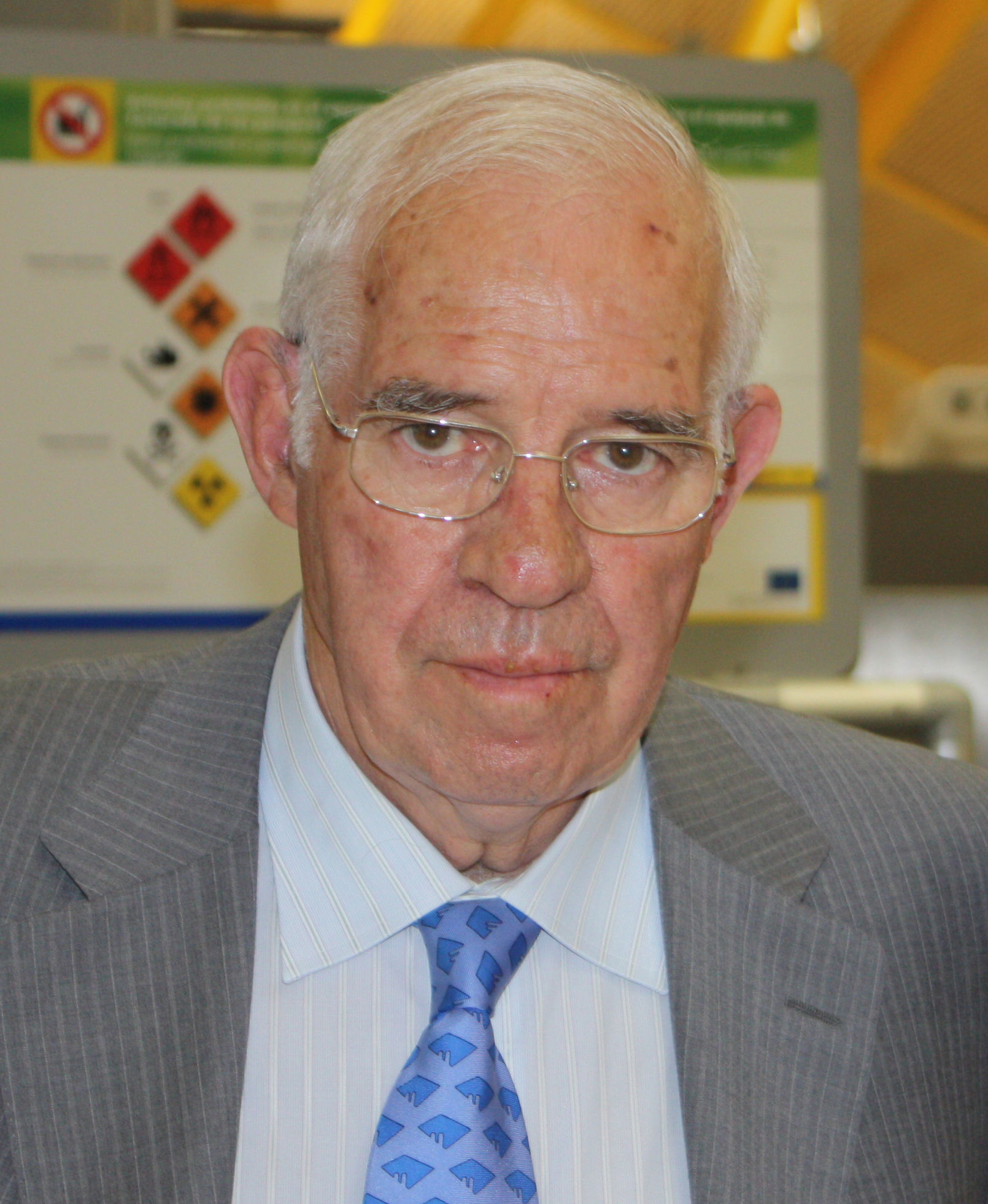
路易斯·阿拉貢內斯是馬競歷年來最佳射手，曾經四次擔任俱樂部教練

在1973–74年歐洲冠軍杯完結後不久，洛倫佐辭去馬德里競技的教練職務。馬競隨即任命他們俱樂部的傳奇路易斯·阿拉贡内斯擔任教練。阿拉貢內斯曾經四度擔任馬競的教練，第一次是1974至80球季、第二次是1982至87球季、第三次是1991至93球季、最後一次為2002至03西乙球季。阿拉貢內斯的第一次成功來得很快，因為拜仁慕尼黑放棄參加洲際盃， 因此，馬競以亞軍身份代表歐洲出戰此項殊榮。他們的南美代表對手為阿根廷的獨立。 首回合馬競在作客以0:1不敵對手。但次回合床單軍團在返回主場憑着哈維爾·伊魯雷塔和阿亞拉以2:0擊敗獨立。 阿拉貢內斯隨後帶領俱樂部奪得1976年國王盃以及1976-77球季西甲冠軍。
1979-1980赛季，马德里竞技因為經濟原因影響了俱樂部的表現，他们在欧洲联盟杯第一轮即遭到淘汰，兩回合計1:5慘敗予德國俱樂部德累斯頓迪納摩。而西甲聯赛也得到了近20年來最差的排名第13名。阿拉貢內斯辭去教練一職。與此同時，擔任俱樂部主席多年的比森特·卡爾德隆因為身体原因加上心力交瘁從而辭去了俱樂部主席的職務，床單軍團陷入低谷。
但當阿拉貢內斯在1982年夏季第二次擔任馬競的教練時，馬競又重拾惜日的光輝。在1984-1985球季他帶領床單軍團連續取得該季西甲聯賽和國王盃冠軍，再次成為「雙冠王」。在他第二次上任前一個球季，馬競羅致了墨西哥傳奇射手乌戈·桑切斯來投，他在加盟床單軍團首個球季射入19球從而奪得該球季西甲神射手的稱銜。桑切斯更加在1985年國王盃決賽中個人梅開二度協助俱樂部以2:1擊敗毕尔巴鄂。但桑切斯在馬競奪得「雙冠王」的一個賽季之後，他在夏季轉會窗被皇馬收購。儘管面對桑切斯的損失，阿拉貢內斯仍然帶領馬競在1985年西班牙超級盃中擊敗巴薩羅那，首次奪得西班牙超級盃以及帶領床單軍團打入1986年欧洲优胜者杯決賽，但在決賽中0:3不敵基輔迪納摩。
然而，1987年3月24日星期天的晚上，俱樂部歷史上最偉大的主席比森特·卡爾德隆在俱樂部超時工作時，因為突發性心臟病猝然離世。这是他第二次回到馬競的大家庭，其實，在1980年卡爾德隆辞去俱樂部主席的職務後，比森特·卡爾德隆先生一直記掛着馬德里競技這支令他無限深愛的球隊。而在80年代初期西班牙的一大段經濟危機發生後，他選擇了重新回到馬德里競技，并再次擔任起主席的職務。但這次他卻是永遠地離開了他一直深愛的馬競。

### 赫蘇斯·吉爾時期（1987年–2003年）
Francisco Castedo臨時接替主席的職務，直至1987年6月27日，具備政治家和商人身份的赫蘇斯·吉爾成為新任俱樂部主席，他一直帶領馬競到2003年5月辭職為止。

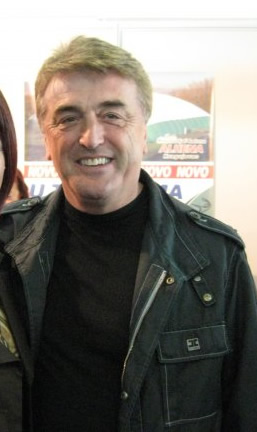
拉多米尔·安蒂奇曾經在赫蘇斯·吉爾擔任主席的時期擔任三次馬競球練。帶領床單軍團奪得1995-1996西甲和西班牙國王盃，令馬德里競技成為雙冠王

馬競在吉爾擔任主席之前的十個球季也沒有贏過一次西甲冠軍。因此吉爾投資大量金錢予俱樂部購買球員，當中尤以葡萄牙翼鋒保羅·富特雷最為引人注目。他在加盟床單軍團前才剛剛協助葡超俱樂部波爾圖在決賽擊敗德甲俱樂部拜仁慕尼黑奪得1986–87年歐洲冠軍杯的冠軍。 在吉爾用了俱樂部大量的支出後。然而，巨額的投資只為馬競帶來了在1991年和1992年兩個連續衛冕的西班牙國王杯。而聯賽冠軍則證明難以實現，馬德里競技離西甲冠軍獎盃最近的是1990-91賽季，該季他們以亞軍完成賽季，以10分落後由荷蘭名宿克魯伊夫帶領的巴塞羅那。在這個過程中，吉爾運作俱樂部的方式，使他得到沒有人情味的評價。因為他為了馬競在聯賽中追求成功而在短時間內聘請以及解雇了大量教練，包括塞薩爾·路易斯·梅諾蒂、朗·艾堅遜、哈維爾·克萊門特、弗朗西斯科·馬圖拉納、阿爾菲奧·巴西萊以及俱樂部傳奇路易斯·阿拉贡内斯。此外，吉爾還於1992年關閉了馬德里競技的青訓系統， 後來這證明他這種顯著而又無謂的舉動，令當時只有15歲的青訓成員勞爾離開馬競。勞爾在後來加入同城死敵皇馬的青訓，更在職業生涯中達到了顛峰。
在1994-95球季，俱樂部在本賽季的最後一場比賽以平局完場才能確定成功保級。這也促使俱樂部主席在1995年的夏季轉會窗口的期間再對球隊作出重大轉變。但有些意外的是，在接下來的1995-96賽季，新來的主教練拉多米尔·安蒂奇，包括仍然留在一隊的托尼、羅伯托·索洛薩巴爾、德爾菲·傑利、胡安·比斯凱諾、何塞·路易斯·卡米内羅、迭戈·西蒙尼和基科，以及新收購米林科·潘蒂奇，盧博斯拉夫·佩内夫，和。一眾球員眾志成城，最終在該季為床單軍團嬴得西甲以及國王盃冠軍。令馬競再次成雙冠王。
在接下來的1996-97球季，吉爾在任內第一次見證俱樂部能夠參加歐洲冠軍聯賽。隨著期望和野心的驅使下，馬競在夏季轉會窗亦由死敵皇馬羅致胡安·埃斯奈德以及捷克中場球員，貝伊布爾曾經代表捷克參加1996年歐洲國家盃。羅致他們目的是要應付兩條戰線上，但遺憾地，馬競在該屆歐冠八強淘汰賽被荷蘭班霸阿賈克斯擊敗，當中床單軍團在第二回合主場加時賽中以2:3不敵對手令俱樂部兩回合計3:4出局。而在1997-98球季開賽前夕，馬競再以重金收購和儒尼尼奥·保利斯塔。所有成功的，但是，製造在整體吉爾策略的變化小，雖然安蒂奇連續在馬競執教三個球季，但他仍然在1998夏季轉會窗期間被意大利人替換，但他自己本人只留在教練的座位在不到半年的時間便被解雇了。然後，安蒂奇短暫地重掌俱樂部一段時間後，在1998-1999年賽季結束後才由意大利人克劳迪奥·拉涅利接任。
1999-2000球季對於馬德里競技來說被證明是災難性的。在1999年12月，因為俱樂部的資金被政府任命的管理員何塞·曼努埃爾·魯比的濫用。再加上俱樂部主席赫蘇斯·吉爾和他的董事會成員都被取消資格了，令俱樂部在西甲處於掙扎邊緣，球員們也有着災難性的演出。隨後，吉爾也被判罪成入獄，而在吉爾進入監獄服刑的那段日子，馬競被馬德里政府托管，而俱樂部上下除了少數對床單軍團懷有真摯感情的職球員之外，都想儘快離開卡爾德隆。而馬競也在拉涅利昏昧的指揮下走入了降级的危機當中。而他被解雇的時侯馬競在聯賽的排名為17。俱樂部立刻請來安蒂奇拯救馬競，在聯賽最後一賽2：2戰平奧維耶多之後，馬競時隔70年後又再度返回西乙聯賽作賽。儘管聯賽成績慘不忍睹，但床單軍團卻仍能打進2000年國王盃決賽，但以1:2不敵西班牙人。
馬競花了兩個球季從西乙才重返西甲行列，在2000-01球季，這個賽季的冬季轉會窗，俱樂部引进了幾位球員并将俱樂部傳奇球員历史巨星保羅·富特雷請回來擔任俱樂部體育主管一職。而馬競這幾個積極的措施下令馬競的成績在下半賽季帶来了正面的回應，球队在不久後就开始整體復蘇，而床單軍團随着在西乙一連串的勝利，重新進入西甲升級區域。但馬競因為在聯賽最後一輪得失球差不敵特內里費而屈居第四，無緣升班附加賽。但在接下來的一季，床單軍團終於以冠軍姿態重新返回西班牙最頂級聯賽行列。這一次的功臣又一次屬於俱樂部的傳奇阿拉貢內斯，這也是他第四度出任馬競的教練，這一次他又幫助床單渡過一次難關。 他還在俱樂部升班後的第一個賽季執教球隊，還親手提拔近年來馬競最強前鋒之一費蘭度·托利斯，更讓他在西甲作出首次亮相。
2003年，希爾因年紀老邁而辭去俱樂部主席一職，由恩里克·塞雷佐接任。
2004年，這位擔任馬競17年之久的主席因腦溢血在馬德里逝世，享年71歲。而馬競在接下來數個球季的表現都一直浮浮沉沉。

### 阿吉雷的時期 (2006年-2009年)
在2006年夏季轉會窗期間，馬競聘請墨西哥人哈维尔·阿吉雷擔任俱樂部主教練，同時簽入葡萄牙國家隊成員和，同時也引入阿根廷國家隊新晉前鋒塞爾希奧·阿奎羅。在2007年7月，當路易斯·哈维尔·加西亚·桑斯加盟馬競的同時， 费尔南多·托雷斯離開馬競前往英超俱樂部利物浦作進一步發展，轉會費為2,650萬歐元。 俱樂部也從比利亞雷阿爾購入迭戈·弗兰，转会费2,100萬歐元，他也在效力馬競期間奪得歐洲金靴獎和西甲神射手獎。另外又以1200萬歐元從塞維利亞購入翼鋒何塞·安东尼奥·雷耶斯以及從本菲卡購入葡萄牙翼鋒西芒·萨布罗萨。
2007年7月，馬競董事會與馬德里市達成了一項協議，俱樂部將現有的球場賣出予馬德里市政府，而俱樂部將會搬遷至奧林匹克體育場，最先擁有權屬於馬德里市政府。而球場將會在2016年完全屬於馬德里競技。這也是作為馬德里舉辦的2016年夏季奧林匹克運動會的主場館，但馬德里在最後投票中輸給了里約熱內盧。
而2007-08賽季被證明為俱樂部在過去十年是最成功的賽季. 俱樂部打進欧洲联盟杯32強淘汰賽，但被當時的英格蘭俱樂部博尔顿擊敗。此外，床單軍團也打進國王盃的八強，但被該賽季的冠軍巴倫西亞擊敗。更為顯著地，俱樂部最終在西甲聯賽以第四名完成賽季，自1996-97球季後再次獲得參加歐洲冠軍聯賽的資格。

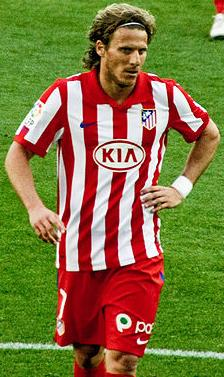
迪亞高·科蘭在2008-09球季在聯賽打入32個進球，令自己成為西甲神射手以及幫助馬競奪得2009-10賽季歐洲聯賽冠軍

2009年2月3日，俱樂部在聯賽連續六場不勝後，解雇教練哈维尔·阿吉雷。但後來，他對外聲稱，他因為在根本沒有可能合作的情況下，在經雙方協調下終止合約，而不是媒體所報導的被解職。 而他被解雇的事件，引起大眾的憤怒，因為很多人都相信他並不是馬競內部問題產生的原因，特别是球員迪亞高·科蘭和支持他的前任教練都說:「解雇哈维尔是對雙方容易的出路，但他不是我们的问题的原因。球员们指责因为我们没有打好，其實我们已经犯了很多错误。」；與此同時，俱樂部任命前馬競球員阿貝爾·雷西諾為新任教練。
馬德里競技在隨後的半個賽季是極為成功的，他們在西甲聯賽積分榜再次以第四名完成賽季，確保在來季歐洲冠軍聯賽附加賽的參賽資格。而迪亞高·科蘭為床單軍團在單一賽季打進32球。因此，他憑着出色表現奪得歐洲金靴獎和西甲神射手獎。 馬德里競技看到這次在本土聯賽成功，而俱樂部在人員位置上也有一定的變動，從以加強他們的陣容為即將到來的歐冠賽季作準備。首先，莱昂纳多·弗朗戈這位擁有經驗豐富的門將在床單軍團效力了五個賽季後離開了俱樂部，而馬德里競技則從B隊中將門將大衛·德赫亞提升至一隊以及從巴列卡諾簽訂被外界認為有前途的年青門將塞尔吉奥·阿森霍。另外，馬競也從皇家贝蒂斯免費引入西班牙國家隊中後衛华尼托。儘管阿奎罗和弗兰兩名明星球員一直被其他豪門俱樂部盯上，但馬德里競技仍舊令他們留在隊中，繼續致力保持其強大的攻擊鋒線，並希望有一個成功的新賽季。
無論如何，俱樂部在2009–10球季開始後出現一連串的敗仗和失球。2009年10月21日，馬競在歐冠小組賽作客英超俱樂部切爾西以0:4大敗予對手。 這場失利也導致了馬競的管理層宣布教練阿貝爾·雷西諾不得不離開床單軍團。 俱樂部在嘗試遨請丹麥前足球員米歇尔·劳德鲁普擔任俱樂部主教練失敗後，便任命奎克·弗洛雷斯擔任俱樂部主教練一職。

### 歐洲賽的成功以及西蒙尼的時期(2009年-)

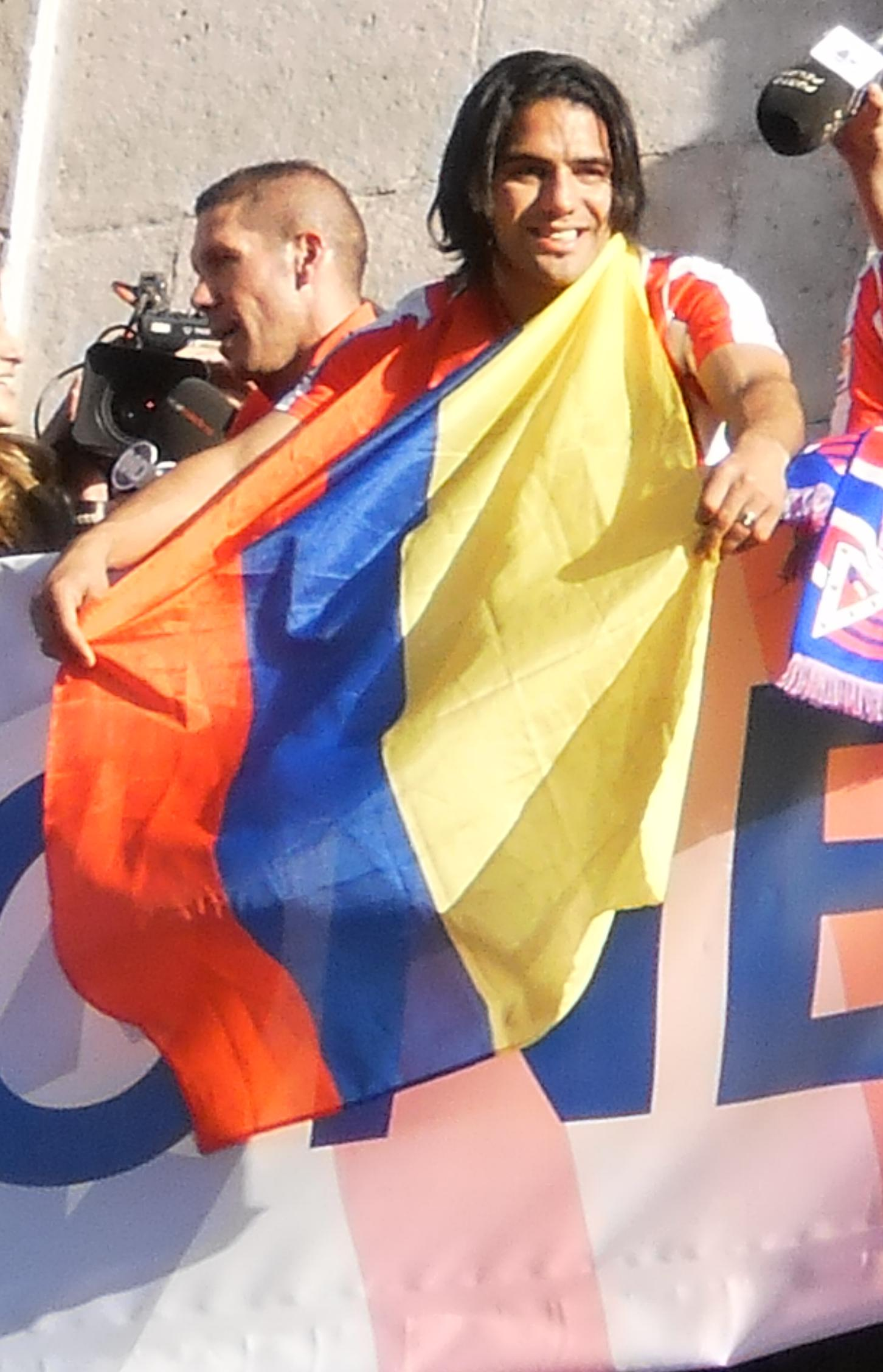
拉達梅爾·法爾考在慶祝球隊奪得2012年歐洲聯賽冠軍的勝利巡遊，他在比賽中梅開二度

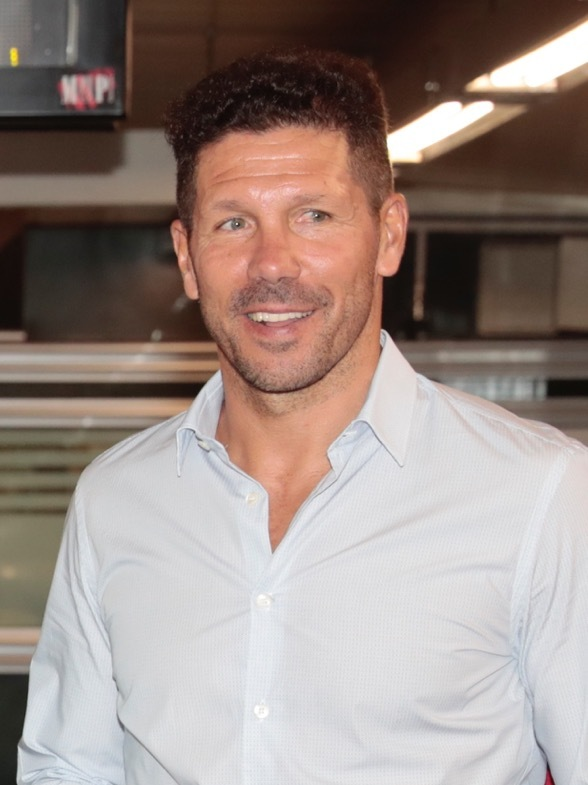
施蒙尼分別以球員和教練的身份為馬體會奪得過聯賽跟國王杯的冠軍。也是俱樂部歷史上擁有最多冠軍的教練。

隨着奎克·弗洛雷斯擔任馬競教練後，床單軍團有着一個根本性的巨大改變。雖然床單軍團在2009–2010西甲賽季中只能以第九名完成賽季。馬競也在2009/10賽季歐洲聯賽冠軍盃小組賽中僅以第三名完成六場賽事而無緣三十二強淘汰賽，隨後馬競參加了2009/10賽季歐洲聯賽的三十二強淘汰賽。在一路過關斬將下，馬競在準決賽和決賽中分別擊敗英超俱樂部利物浦和富勒姆 當中，在2010年5月12日在德國漢堡北方銀行競技場舉行的決賽中， 迭戈·弗兰在決賽中梅開二度，他在加時賽下半場第116分鐘更射入致勝一球，馬競最終憑着他的入球以2:1勝出賽事。馬競也是首次和首位奪得欧足联欧洲联赛冠軍的俱樂部，這也是床單軍團在接近五十年後第二次在歐洲賽場上奪得殊榮。對上一次在歐洲賽場上奪得錦標已經是1961-62賽季的事情，當時在欧洲优胜者杯重賽中以3:0擊敗意大利俱樂部佛罗伦萨。與此同時，馬競也殺進在2010年5月19日在巴塞羅那諾坎普球場舉行的2010年西班牙國王盃決賽，他們的對手是塞維利亞，但俱樂部以0:2不敵對手，無緣雙冠王的榮譽。馬競以欧洲联赛冠軍身份參加2010年8月27日在摩納哥舉行的2010年歐洲超級盃，對手是2009/10賽季歐洲聯賽冠軍盃冠軍國際米蘭。馬競憑着雷耶斯和阿奎罗各進一球，最終以2:0擊敗對手，這也是馬競第一次奪得歐洲超級盃冠軍。
但馬競卻有一個比較令人失望的2010-11賽季，他們僅以第七名完成聯賽賽季以及在西班牙國王盃八強被淘汰出局，更在2010/11賽季歐洲聯賽小組賽中被淘汰而衛冕失敗。這一連串的失敗最終導致了教練奎克·弗洛雷斯在賽季結束前離任，教練的一職由前塞維利亞教練 格雷戈里奥·曼萨诺擔任, 但曼萨诺也因為俱樂部在西甲一連串的失敗加上與球員發生衝突而在2011年12月被俱樂部解雇，由俱樂部20世紀90年代奪冠功臣迭戈·西蒙尼取代其教練一職。
西蒙尼帶領馬競在2011–12年歐霸盃中在三個球季內第二次捧起欧足联欧洲联赛冠軍。床單軍團在2012年5月9日布加勒斯特舉行的決賽中憑着拉達梅爾·法爾考個人梅開二度以及的入球，以3:0擊敗同國俱樂部毕尔巴鄂。 馬競再次以欧洲联赛冠軍身份參加2012年8月31日在摩納哥舉行的2012年歐洲超級盃，對手是2011/12賽季歐洲聯賽冠軍盃冠軍切爾西。馬競憑着法爾考在上半場的帽子戲法和米蘭達在下半場的頭球，再次捧起超級盃冠軍寶座。2013年5月16日，馬競在2013年西班牙國王盃決賽中在加時賽2:1力克死敵皇馬奪得俱樂部史上第十個國王盃冠軍。這也同時終結床單軍團在14年25場馬德里打吡的比賽中不勝銀河艦隊的紀錄。2012-13賽季，俱樂部已經奪得3個獎盃。

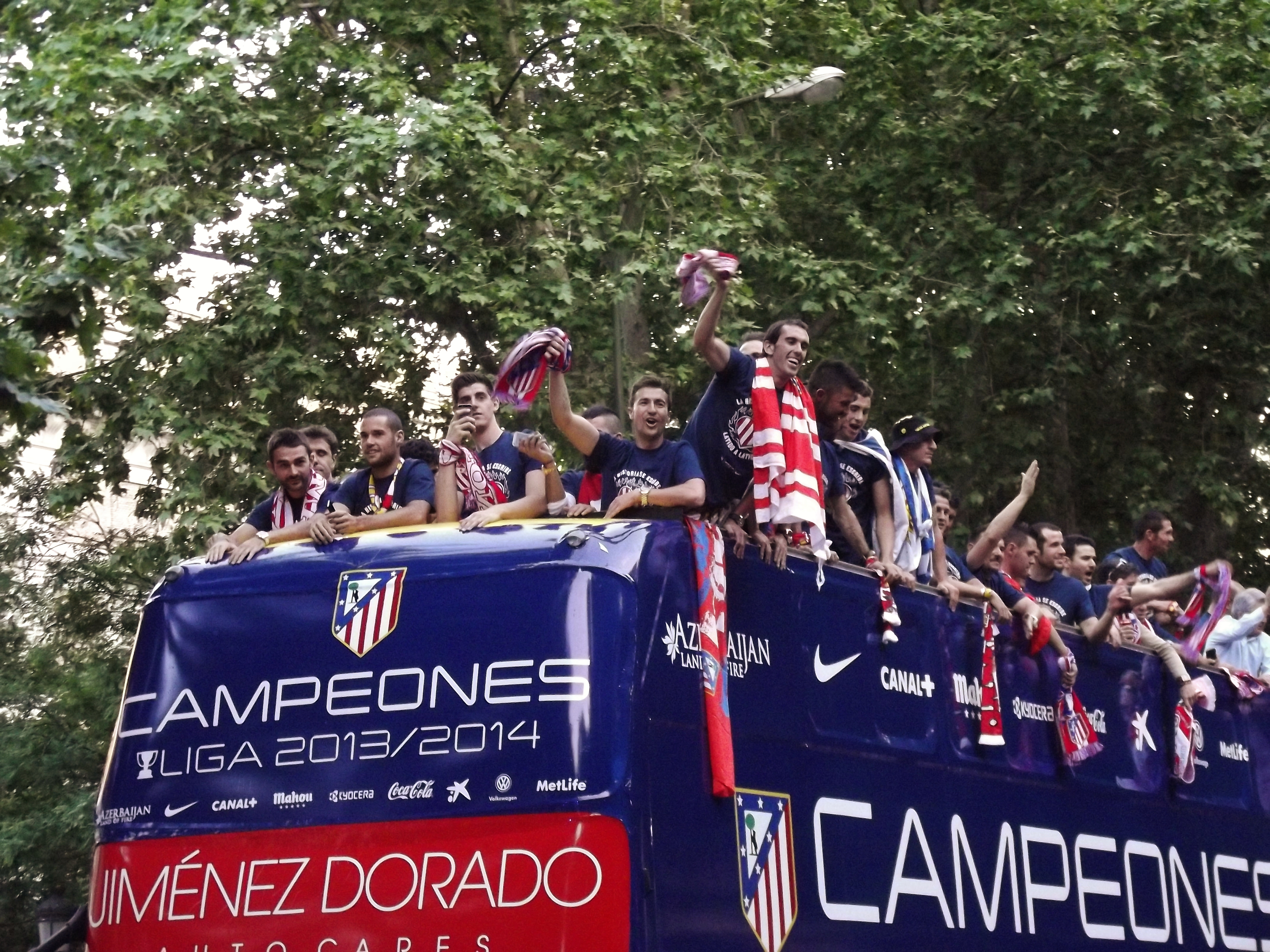
俱樂部以大巴在馬德里市巡遊的方式去慶祝奪得久違的西甲聯賽冠軍

2013-14賽季，馬競在2013–14年歐洲冠軍聯賽與澤尼特, 波爾圖和奧地利維也納處於同一小組內，由於床單歐冠小組賽一場不敗並以小組首名出線，因此在淘汰賽中可以避開眾多豪門。馬競在淘汰賽中遇強愈強，首先在十六強面對AC米蘭兩回合計以4:1擊敗對手;八強面對同國俱樂部巴塞羅那兩回合計2:1淘汰對手，自一九七四年以後再次打入歐冠淘汰賽四強;四強面對英超豪門切爾西，兩回合計3:1擊敗藍戰士，自1974年歐洲冠軍盃決賽後再次晉身歐洲冠軍聯賽決賽，決賽地點為里斯本盧斯球場，對手為同城死敵皇家馬德里。這也是兩隊首次在歐冠決賽中碰頭。馬競在上半場憑着迭戈·戈丁把握皇馬門將伊克尔·卡西利亚斯的出迎失誤而將皮球頂入令馬競在上半場以一球優勢返回更衣室。但好景不常，皇馬在下半場積極反撲，最終在下半場補時階段三分鐘由拉莫斯頂入板平比分的一球。皇馬在了隨後的加時賽中連入三球，以4:1擊敗馬競。 然而，馬競在2013–14賽季西班牙足球甲級聯賽的出色表現令他們奪得自1996年以來首個西甲聯賽冠軍，他們在歐冠決賽前的一個星期，在西甲聯賽最後一輪作客巴塞羅那，在上半場先落後的情況下，在下半場初段憑着迭戈·戈丁接應的角球頂入成1:1，馬競也能守到最後，打破了巴塞隆拿和皇家馬德里過去9年對西甲冠軍的壟斷。
2015-16賽季，馬競在歐冠淘汰賽接連擊敗了巴塞羅那和拜仁慕尼黑等強敵，時隔兩年再度進入歐冠決賽，球隊中的射手表現優異，這一次他們再決賽中的對手一樣是皇家馬德里，不過這次決賽在15分鐘時皇馬隊長拉莫斯一個有越位嫌疑的入球使得皇馬取得領先，之後馬競的進攻也遲遲打不開局面，下半場開始不久，馬競前鋒费尔南多·托雷斯造成對手的一個犯規使馬競得到點球的機會，但主罰未能命中，球隊一直到79分鐘才由替補登場的卡拉斯科扳回一球，之後雙方再無建樹，比賽一直到點球大戰中馬競的射失點球，皇馬球星基斯坦奴·朗拿度主罰命中才分出勝負，馬競3年2次闖進歐冠決賽，都屈居亞軍，留下遺憾。
2016-17賽季的歐冠，馬競與德甲拜仁慕尼黑、荷甲、俄超羅斯托夫分在同組並以小組第一出線，他們的第一個對手是來自德甲的勒沃库森。馬競在聯賽的表現則是令人失望的，西蒙尼的球隊在新賽季想要改變過去以防守反擊為主的打法，想要更積極的去掌控比賽，然而他們在聯賽的頭兩輪卻連平了實力不強的升班馬阿拉維斯及利根尼斯，之後球隊在與西甲的幾支強隊，如巴塞羅那、塞維利亞、皇家社會、比利亞雷阿爾的較量中都未能取勝，在西甲聯賽最後一次在比森特·卡尔德隆球场舉行的馬德里德比中0比3慘敗給皇家馬德里，球隊在西甲半程積分僅列第四位，在聯賽中困難重重。
2017-18赛季，西班牙马德里竞技队以3-0击退了法国马赛队，获得冠军。这是他們在过去9年内拿到的第3座欧联赛的冠军奖杯。本场比赛中，在开场21分钟和第49分钟射入两球，第89分钟队长加比射入一球，两人帮助西甲马德里竞技队在决赛中以3：0的绝对优势完胜近乎主场作战的法甲球队。亦以這個冠軍送別賽季後離隊的隊長加比跟馬體會的金童托利斯。另一方面，球隊在聯賽以第2名結束賽季。
2018-19赛季，賽季前的歐超杯，通過加時以 4–2 擊敗同城死敵歐聯冠軍皇家馬德里，第三次奪得歐洲超級盃。这是马德里竞技队拿到的第3座歐洲超級盃。本场比赛中，開賽一分鐘就由迪亞高·哥斯達窄角度打進一球,但之後皇馬在27分钟由追平和第63分钟拉莫斯打進點球，重新領先馬競2比1，直到第79分钟哥斯達再射入一球，帮助马竞重新扳平皇馬，之後90分鐘踢成2比2，接著在加時中馬競以跟連進兩球，最後以4：2擊敗同城死敵。
而聯賽馬競連續兩年壓倒皇馬以第2名結束賽季。賽季後亦有多名功臣老將離開效力多年的馬競，像、跟，加上上季離開的加比跟托利斯，象征施蒙尼上任後輝煌一時的黃金第一代續漸落幕。而象征第二代的跟將會接過大旗帶領馬競。
19-20赛季马德里竞技在欧冠淘汰赛第一轮就遇到了上赛季的欧冠冠军得主利物浦。首回合在主场1：0取胜，次回合利物浦90分鐘內先領先一球，然後進入加时赛，之後利物浦在加時賽再先進一球，領先馬體會2比0，隨後馬體會依靠的梅开二度和的进球以3比2逆转，在取得胜利，晋级欧冠八强的同时，也终结了利物浦的主场不败记录，可惜的是他们在八强以1:2不敌而出局。球隊在聯賽以第3名結束賽季。

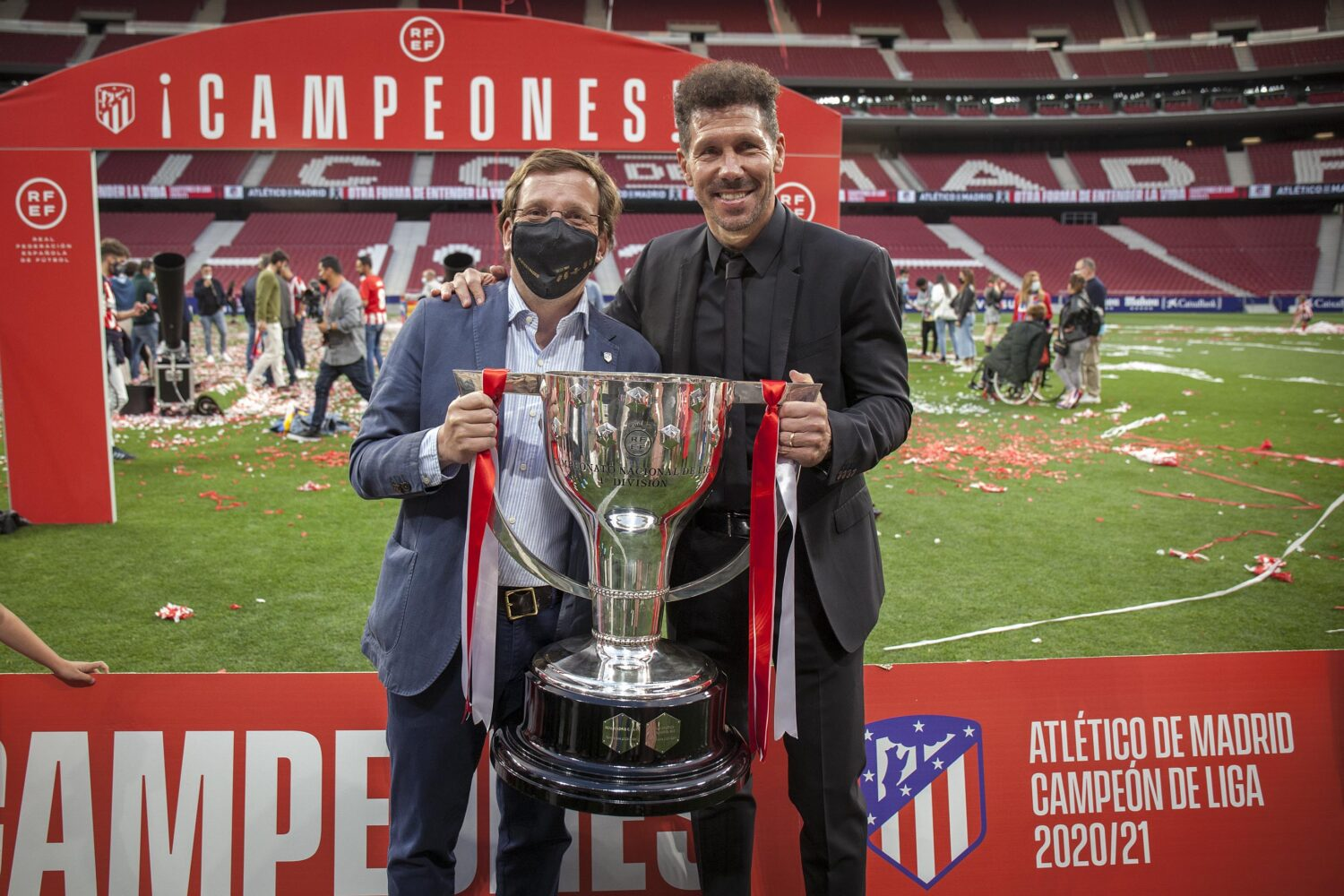
西蒙尼在 2021年5月23日，繼2013/14賽季後事隔7年再次帶領馬體會奪得西甲冠軍獎杯，頒獎典禮後西蒙尼跟馬德里市長亞美達一起捧杯合照

2020-2021年賽季，中場青訓三劍俠之一的柏迪因為阿仙奴啟動其解約條款而離隊，不過烏拉圭射手蘇亞雷斯被競爭對手巴塞隆拿放棄的情況下而加盟馬德里體育會，再加上奧比歷於龍門撲救成功率高，西蒙尼改變踢法，進攻更佳，防守保持穩固，令馬體會成績穩步上揚，再加上另外兩個主要聯賽競爭對手皇家馬德里以及巴塞隆拿聯賽表現不穩。因此在西甲聯賽榜一直排在榜首，試圖繼13-14年賽季之後再挑戰西甲錦標。雖然隊中前鋒迪亞高哥斯達於1月離隊，但無損球隊的進攻能力。在3月1日馬體會擊敗維拉利爾對西甲賽事中，更是施蒙尼執教馬體會第308場勝仗，追平阿拉干利斯的球會紀錄，而且阿拉干利斯用了612場，施蒙尼只用了512場，足足少用100場時間。
在5月23日，西甲最後一輪第38輪，馬體會客場以2比1擊敗了華拉度列，拿到了86分以2分之差壓倒皇馬，事隔7年再次奪得了西甲聯賽冠軍。
而在歐聯方面，馬體會以次名出線晉級16強，但於16強首回合主場以0-1不敵車路士，次回合作客不敵車路士2-0，於歐冠十六強止步。

## 會徽
俱樂部在最初是以類似皮帶形狀的圖案為會徽，因為最初球隊是做為毕尔巴鄂在馬德里的分支球隊，所以會徽顏色是以白色和藍色為主。在會徽的中心可以看到俱樂部的縮寫。
1917年俱樂部的會徽是以尾造型，非常類似於今天的馬競隊的會徽。而紅色和白色是首次加入的，採用以往西班牙民間床單的主體顏色——「紅白色」，即意為球隊來源與民間。在這個版本的會徽下，總共有六白和六紅色。
1939年，俱樂部因為合併的關係令會徽有着重大的改變，而這也是1917年版本的盾狀的演變，會徽在兩邊增加兩翼，這也是國家航空俱樂部在西班牙內戰後合併的特徵標誌。
1947年，隨着俱樂部更名為馬德里競技後。因應着馬競從空軍分離，因此會徽失去了翅膀、盾牌和王冠，會徽大致上返回到先前1917年的版本，只是顏色數量上略作修改為四紅四白。
1980年，會徽轉成類似1917年時的會徽，但這次有着不同形狀。另外，現時隊徽右邊仍是採用紅白色，顏色同時也象征馬競是平民球隊。也符合馬德里南部的社會風氣。而會徽中間扒在樹上的熊，則是馬德里城的標誌，而會徽中的樹是「草莓樹」。
| 馬競最初的會徽(1903-1911) | 2024年至今 |

## 吉祥物

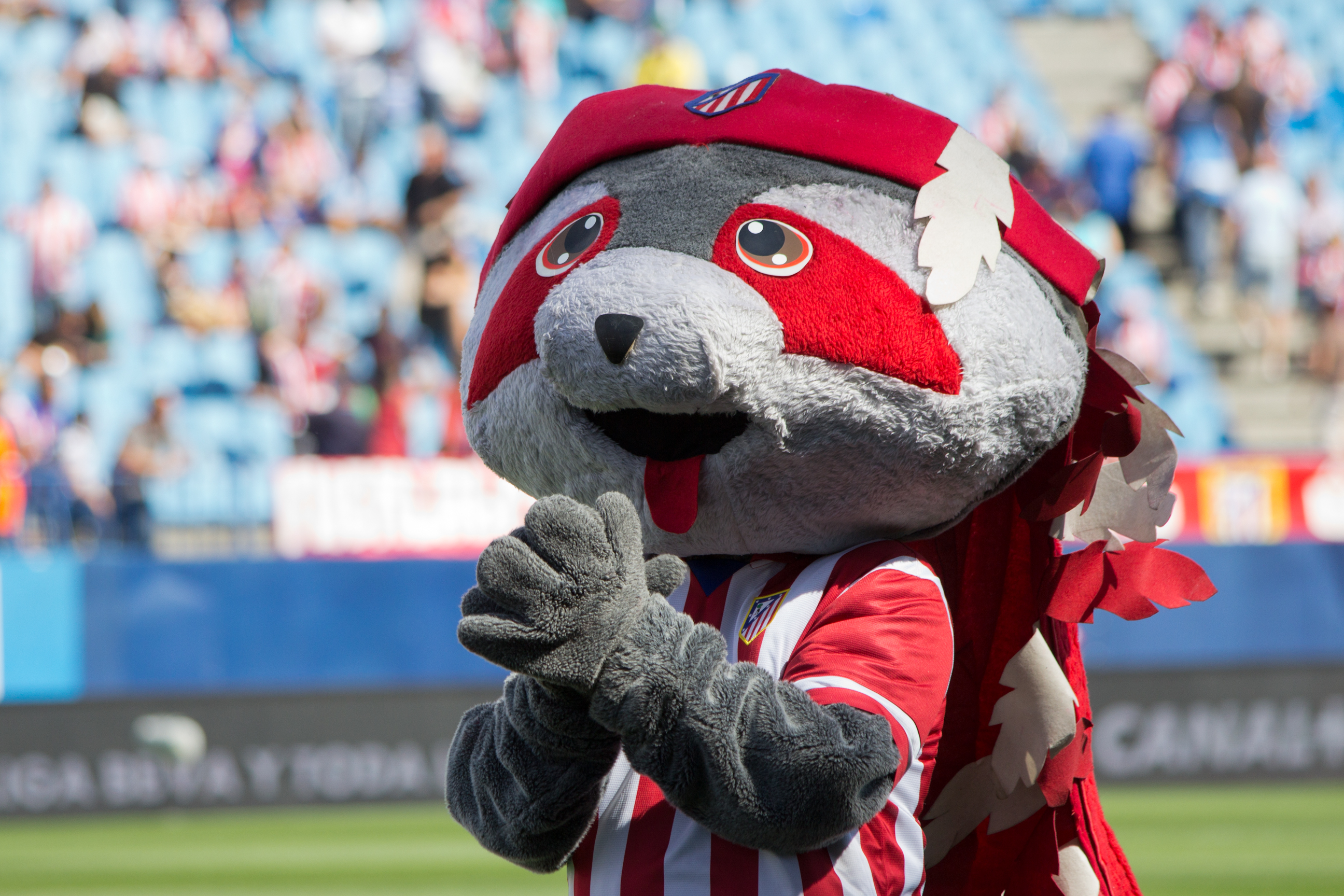
Indi在馬德里競技的比賽中為球會打氣

每當馬德里競技主場比賽，球迷們都會看到一個灰紅色大娃娃。它就是馬德里競技的官方吉祥物——Indi。
他实际上是一只狸子，而且不爱说话，因此在任何球會专访里他的回答全部都以动作代替。
球場上的Indi由真人扮演的，目的是為了活躍比賽氣氛，扮演者獲得近距離接觸球員的機會。
Indi身上衣服的顏色代表着馬德里競技的熱情和斗志，也代表着馬競的球衣顏色。

## 主場

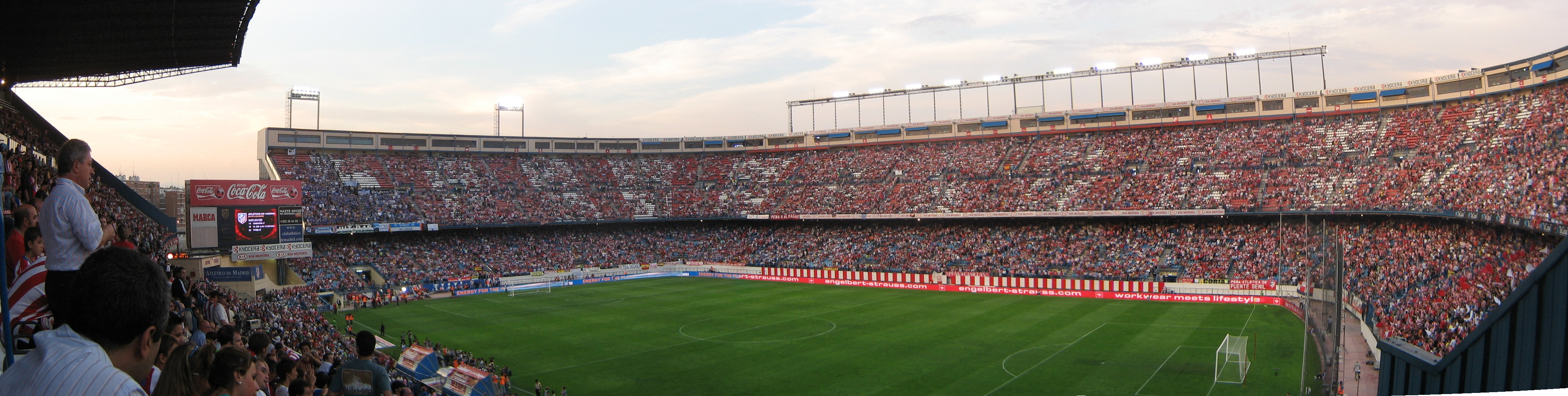
比森特·卡尔德隆球场

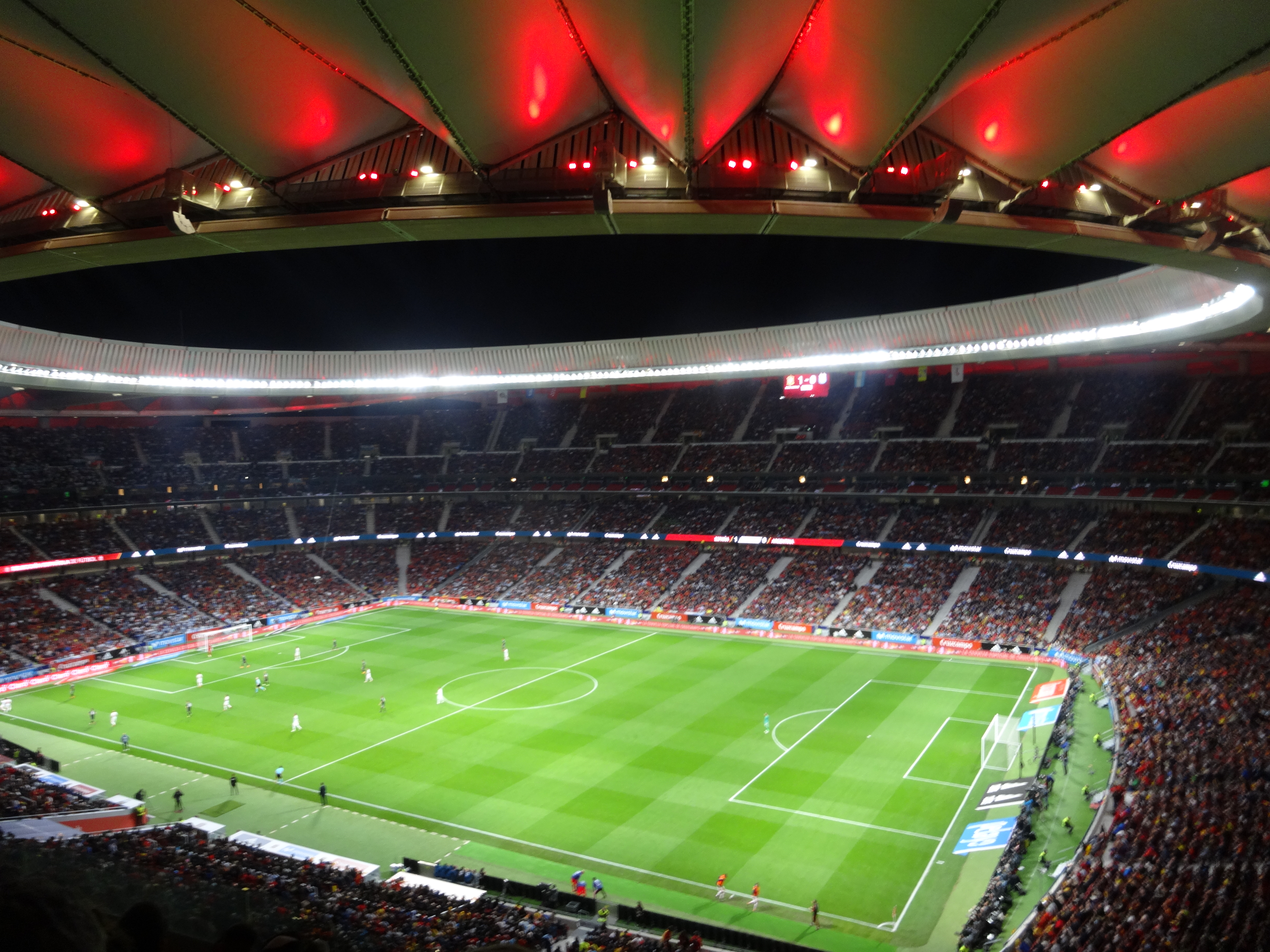
奇維塔斯大都會球場

馬德里競技初時是選用Ronda de Vallecas為主場，1921年改用馬德里大都會體育場作為主場，共有35,800座位。其後此球場一直用到1966年，旋即由比森特·卡爾德隆球場取代。
比森特·卡爾德隆球場（Estadio Vicente Calderón）於1966年落成，可容納 57,000 名觀眾，以當時俱樂部主席比森特·卡爾德隆的名字命名。球場在1961年3月17日，因為球會之前的主場「馬德里大都會球場」的容量已經無法滿足俱樂部的需求，因此當時球會老闆哈維爾·巴羅佐就在馬德里市中心買下了一塊土地以供新建球會主場之用，同年這座球場就開始興建。
這也是床單軍團標誌着輝煌勝利時期的開始，因為球隊在此之後獲得他們的第一座歐洲獎盃—歐洲盃賽冠軍盃，還簽下偉大射手加拉特（Gárate）。1966年10月2日，曼薩納雷斯球場正式落成，當時的容量為6萬2千人。新球場的首場主場比賽馬德里競技隊主場被巴倫西亞1比1逼平。由於球迷沒有預計的多，之後球場進行了一定規模的重建，所以容量有所減小。在1982年世界盃舉行場地而要進行大規模更新，加上80年代歐洲賽場上發生多宗球場意外。因此，歐洲足協下令大部分球場由站立改建為全座位，卡爾德隆球場因而改建觀眾容量為現在的54851人。
2003年，卡爾德隆球場被歐洲足聯評定為歐洲五星級球場，也是西班牙首座獲得五星級球場認證的足球場(如果評定五星級球場則代表球場可以成為歐洲聯賽冠軍盃決賽舉行場地)。
2017年5月21日，西甲第38輪比賽,卡達朗球場舉行馬體會搬離前的最後一場主場比賽，馬體會3-1擊敗。此賽後象征51年歷史的卡達朗球場成為馬體會一代人的回憶。
2017年5月27日，卡尔德隆球场舉行拆卸前的最後一場比賽，2017年西班牙盃決賽，巴塞隆拿3-1击败阿拉维斯，亦成為最後一支在卡尔德隆球场取勝的球隊。
而在2017年夏季起，球隊以萬達大都會球場（Wanda Metropolitano）為新的主場。新球場能够容纳68,000名观众，所有觀眾座位均被新屋顶覆盖，其中包括 7,000 名 VIP、79 間稱為Neptuno Premium 的VIP 套房。4,000個停車位：球場內1,000個，室外3,000個。該球場也是世界上第一個 100% LED 球場。
2017年9月17日，大都會球場啟用後的第一場比賽是馬德里體育會對陣馬拉加的西甲聯賽。西班牙國王費利佩六世出席了比賽。馬德里體育會前鋒安東尼·基沙文射進了大都會球場的第1個入球，新球場的首場比賽馬體會以 1-0 擊敗馬拉加。搬進新球場後的第一個賽季，馬體會就奪得歐霸杯跟歐洲超級杯的冠軍。
2022年7月19日，馬德里體育會與房地產開發商Cívitas簽署新贊助協議，球場更名為奇維塔斯大都會球場（Cívitas Metropolitano）。

## 荣誉
資料來源：馬德里競技官網
| 榮譽                           | 次數        | 年度                                                                                                |             |             |             |
| 本 土 聯 賽                    | 本 土 聯 賽 | 本 土 聯 賽                                                                                         | 本 土 聯 賽 | 本 土 聯 賽 | 本 土 聯 賽 |
| ------------------------------ | ----------- | --------------------------------------------------------------------------------------------------- | ----------- | ----------- | ----------- |
| 西班牙甲組足球聯賽冠軍         | 11          | 1939–40、1940–41、1949–50、1950–51、1965–66、 1970–71、1972–73、1976–77、1995–96、2013–14、 2020–21 |             |             |             |
| 西班牙乙組足球聯賽冠軍         | 1           | 2001-02                                                                                             |             |             |             |
| 本 土 盃 賽                    |             | |             |             |             |
| 西班牙國王盃冠軍               | 10          | 1960年、1961年、1965年、1972年、1976年、 1985年、1991年、1992年、1996年、2013年                     |             |             |             |
| 西班牙超級盃冠軍               | 2           | 1985年、2014年                                                                                      |             |             |             |
| 歐 洲 賽 事 （決賽比數及對手） |             | |             |             |             |
| 冠軍                           | 1           | 1961–62年 3–0 對意大利費倫天拿                                                                      |             |             |             |
| 歐霸盃足球聯賽冠軍             | 3           | 2009–10 2–1 對 英格蘭富咸（加時） 2011–12 3–0 對 西班牙畢爾包 2017–18 3–0 對 法國馬賽               |             |             |             |
| 歐洲超級盃冠軍                 | 3           | 2010年 2–0 對 意大利國際米蘭 2012年 4–1 對 英格蘭車路士 2018年 4–2 對 西班牙皇家馬德里（加時）      |             |             |             |
| 國 際 賽 事 （決賽比數及對手） |             | |             |             |             |
| 洲際盃冠軍                     | 1           | 1974年 2–1 對 阿根廷獨立隊1                                                                         |             |             |             |

1由於歐洲冠軍球會盃冠軍球隊拜仁慕尼黑放棄參賽，因此由亞軍的馬德里體育會補上。

## 球員名單（2025—2026球季）
1. 國籍圖標根據國際足協的參賽資格定義，但球員可能會持有多於一個非國際足協定義的國籍。
2. 粗體字為新加盟球員（青年隊提升不計）。
3. 者為傷患球員。
4. 2025年夏季轉會窗（英语：List of Spanish football transfers summer 2025）：6月1日至10日，6月16日至9月1日。
5. 球員號碼和球員位置參照官方網站 （页面存档备份，存于）。

### 現役球員
| 號碼            | 國籍            | 球員                             | 位置            | 年齡            | 加盟年份        | 前屬球會        | 轉會費          |
| 守 門 員（G K） | 守 門 員（G K） | 守 門 員（G K）                  | 守 門 員（G K） | 守 門 員（G K） | 守 門 員（G K） | 守 門 員（G K） | 守 門 員（G K） |
| --------------- | --------------- | -------------------------------- | --------------- | --------------- | --------------- | --------------- | --------------- |
| 1               | 斯洛文尼亚      | （Jan Oblak）                    | 門將            | 32              | 2014            |                 | 1,600萬歐元     |
| 13              | 阿根廷          | （Juan Musso）                   | 門將            | 31              | 2024            | 亞特蘭大        | 300萬歐元       |
| 後 衛（D F）    |                 |                                  |                 |                 |                 |                 |                 |
| 2               | 乌拉圭          | （José Giménez）                 | 中堅            | 30              | 2013            |                 | 90萬歐元        |
| 3               | 義大利          | （Matteo Ruggeri）               | 左後衛          | 23              | 2025            | 亞特蘭大        | 1,700萬歐元     |
| 15              | 法國            | （Clément Lenglet）              | 中堅            | 30              | 2024            | 巴塞罗那        | 自由轉會        |
| 16              | 阿根廷          | （Nahuel Molina）                | 右閘            | 27              | 2022            | 烏甸尼斯        | 2,000萬歐元     |
| 17              | 斯洛伐克        | 大卫·（Dávid Hancko）            | 中后卫          | 27              | 2025            |                 | 2,600萬歐元     |
| 18              | 西班牙          | （Marc Pubill）                  | 右閘            | 22              | 2025            |                 | 1,600萬歐元     |
| 21              | 西班牙          | （Javi Galán）                   | 左閘            | 30              | 2023            | 塞爾塔          | 500萬歐元       |
| 24              | 西班牙          | （Robin Le Normand）             | 中堅            | 28              | 2024            |                 | 3,450萬歐元     |
| 中 場（M F）    |                 |                                  |                 |                 |                 |                 |                 |
| 4               | 英格兰          | （Conor Gallagher）              | 正中場          | 25              | 2024            | 車路士          | 4,200萬歐元     |
| 5               | 美国            | （Johnny Cardoso）               | 防守中場        | 23              | 2025            | 贝蒂斯          | 2,400萬歐元     |
| 6               | 西班牙          | （Jorge Koke）                   | 正中場          | 33              | 2009            | 青年隊          | 不適用          |
| 8               | 西班牙          | 巴勃羅·巴里奧斯（Pablo Barrios） | 正中場          | 22              | 2022            | 青年隊          | 不適用          |
| 11              | 阿根廷          | （Thiago Almada）                | 翼鋒／進攻中場  | 24              | 2025            |                 | 2,100萬歐元     |
| 14              | 西班牙          | （Marcos Llorente）              | 中場／右後衛    | 30              | 2019            | 皇家马德里      | 3,000萬歐元     |
| 前 鋒（F W）    |                 |                                  |                 |                 |                 |                 |                 |
| 7               | 法國            | （Antoine Griezmann）            | 影子前鋒        | 34              | 2021            | 巴塞罗那        | 2,000万欧元     |
| 9               | 挪威            | （Alexander Sörloth）            | 中鋒            | 29              | 2024            |                 | 3,200萬歐元     |
| 10              | 西班牙          | （Álex Baena）                   | 翼鋒／影子前鋒  | 24              | 2025            | 維拉利爾        | 4,200萬歐元     |
| 19              | 阿根廷          | （Julián Álvarez）               | 中鋒            | 25              | 2024            | 曼城            | 7,500萬歐元     |
| 20              | 阿根廷          | （Giuliano Simeone）             | 中鋒／翼鋒      | 22              | 2022            | 青年隊          | 不適用          |
| 22              | 義大利          | （Giacomo Raspadori）            | 影子前鋒        | 25              | 2025            | 拿坡里          | 2,200萬歐元     |
| 23              | 西班牙          | （Carlos Martín）                | 中鋒            | 23              | 2021            | 青年隊          | 不適用          |

、分別為此隊的隊長、副隊長、第三隊長、第四隊長

1. ↑  租借一季(23/24)后买断，租借费150万欧元
2. ↑  另浮动条款300万欧元
3. ↑  租借一季(23/24)後自由轉會，租借费300万欧元
4. ↑  租借一季(21/22)后买断，租借费1,000万欧元
5. ↑  另浮动条款500万欧元
6. ↑  另浮动条款2,000万欧元
7. ↑  另浮动条款400万欧元

### 其他球員
| 號碼 | 國籍   | 球員             | 位置     | 年齡 | 加盟年份 | 前屬球會 | 轉會費 |
| ---- | ------ | ---------------- | -------- | ---- | -------- | -------- | ------ |
| 29   | 西班牙 | （Javi Serrano） | 防守中場 | 22   | 2021     | 青年隊   | 不適用 |

### 外借球員
| 號碼             | 國籍             | 球員                 | 位置             | 年齡             | 加盟年份         | 外借球會         | 外借球季         |
| 2025年夏季轉會窗 | 2025年夏季轉會窗 | 2025年夏季轉會窗     | 2025年夏季轉會窗 | 2025年夏季轉會窗 | 2025年夏季轉會窗 | 2025年夏季轉會窗 | 2025年夏季轉會窗 |
| ---------------- | ---------------- | -------------------- | ---------------- | ---------------- | ---------------- | ---------------- | ---------------- |
| 1                | 羅馬尼亞         | （Horațiu Moldovan） | 門將             | 27               | 2024             |                  | 25/26球季        |
| 5                | 阿根廷           | （Rodrigo De Paul）  | 正中場           | 31               | 2021             | 國際邁亞密       | 25/26球季        |
| 11               | 法國             | （Thomas Lemar）     | 翼鋒／中場       | 29               | 2018             |                  | 25/26球季        |

### 離隊球員
1. 『*』為先租出一季或半季後售出。

| 號碼             | 國籍             | 球員                  | 位置             | 年齡             | 加盟年份         | 加盟球會         | 轉會費           |
| 2025年夏季轉會窗 | 2025年夏季轉會窗 | 2025年夏季轉會窗      | 2025年夏季轉會窗 | 2025年夏季轉會窗 | 2025年夏季轉會窗 | 2025年夏季轉會窗 | 2025年夏季轉會窗 |
| ---------------- | ---------------- | --------------------- | ---------------- | ---------------- | ---------------- | ---------------- | ---------------- |
| 3                | 西班牙           | （César Azpilicueta） | 中堅／右閘       | 35               | 2023             | 自由球員         | 自由轉會         |
| 8                | 西班牙           | （Saúl Ñíguez）       | 正中場           | 30               | 2012             |                  | 自由轉會         |
| 10               | 阿根廷           | （Ángel Correa）      | 中鋒／翼鋒       | 30               | 2014             |                  | 800萬歐元        |
| 12               | 巴西             | （Samuel Lino）       | 翼鋒             | 25               | 2022             |                  | 2,200萬歐元      |
| 17               | 西班牙           | （Rodrigo Riquelme）  | 翼鋒             | 25               | 2019             | 貝提斯           | 800萬歐元        |
| 18               | 比利时           | （Arthur Vermeeren）  | 防守中場         | 20               | 2024             | RB萊比錫         | 2,000萬歐元*     |
| 20               | 比利时           | （Axel Witsel）       | 中堅／後腰       | 36               | 2022             | 赫罗纳           | 自由轉會         |
| 23               | 莫桑比克         | （Reinildo Mandava）  | 左閘             | 31               | 2022             | 新特蘭           | 自由轉會         |
| —                | 西班牙           | （Borja Garcés）      | 中鋒             | 26               | 2018             | 自由球員         | 自由轉會         |
| —                | 西班牙           | （Víctor Mollejo）    | 翼鋒             | 24               | 2019             |                  | 自由轉會         |

## 球衣及廣告贊助商

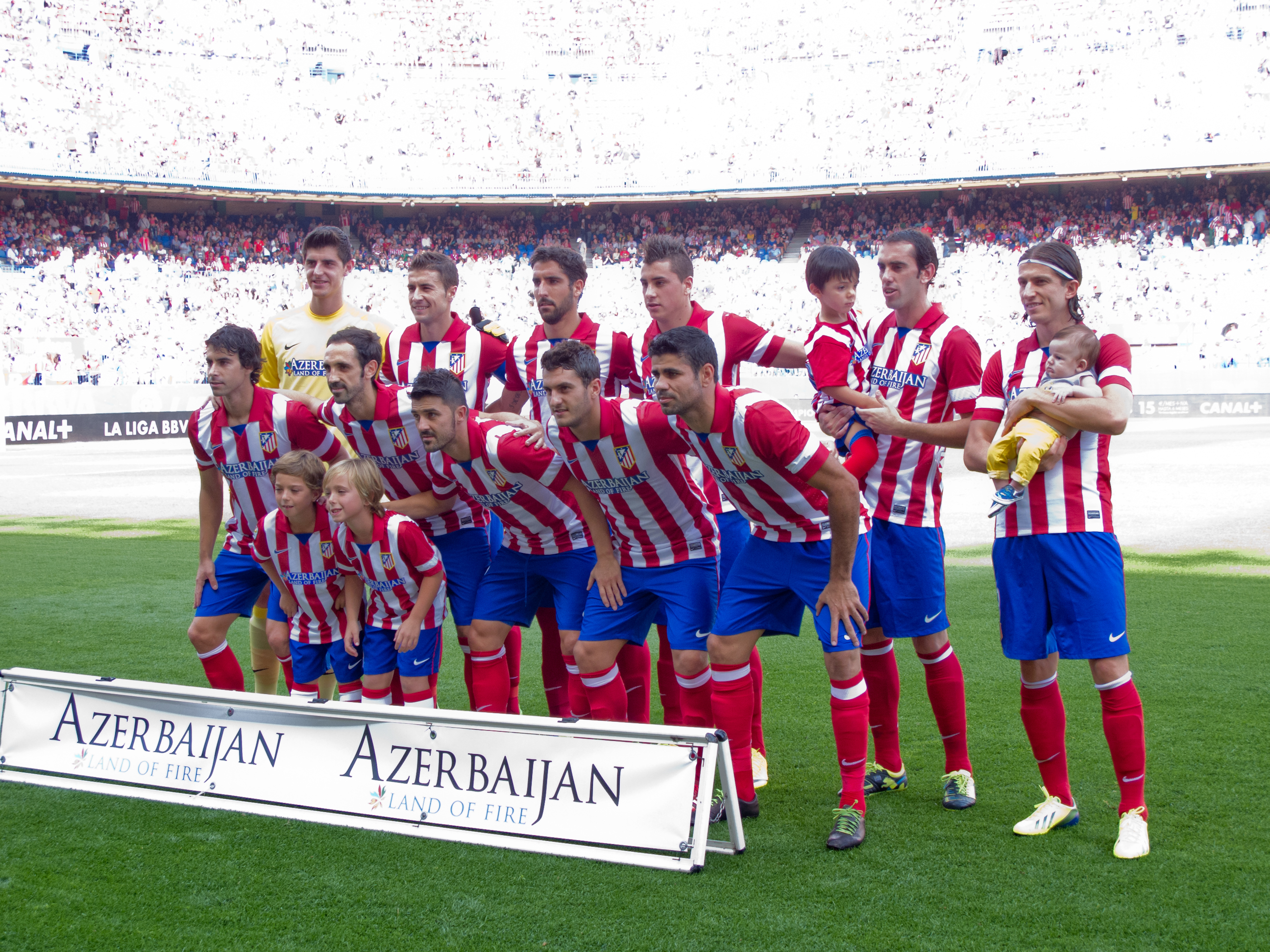
馬競球員在比賽上身穿印有阿塞拜疆旅遊宣傳語「阿塞拜疆：火焰之地」字句的球衣

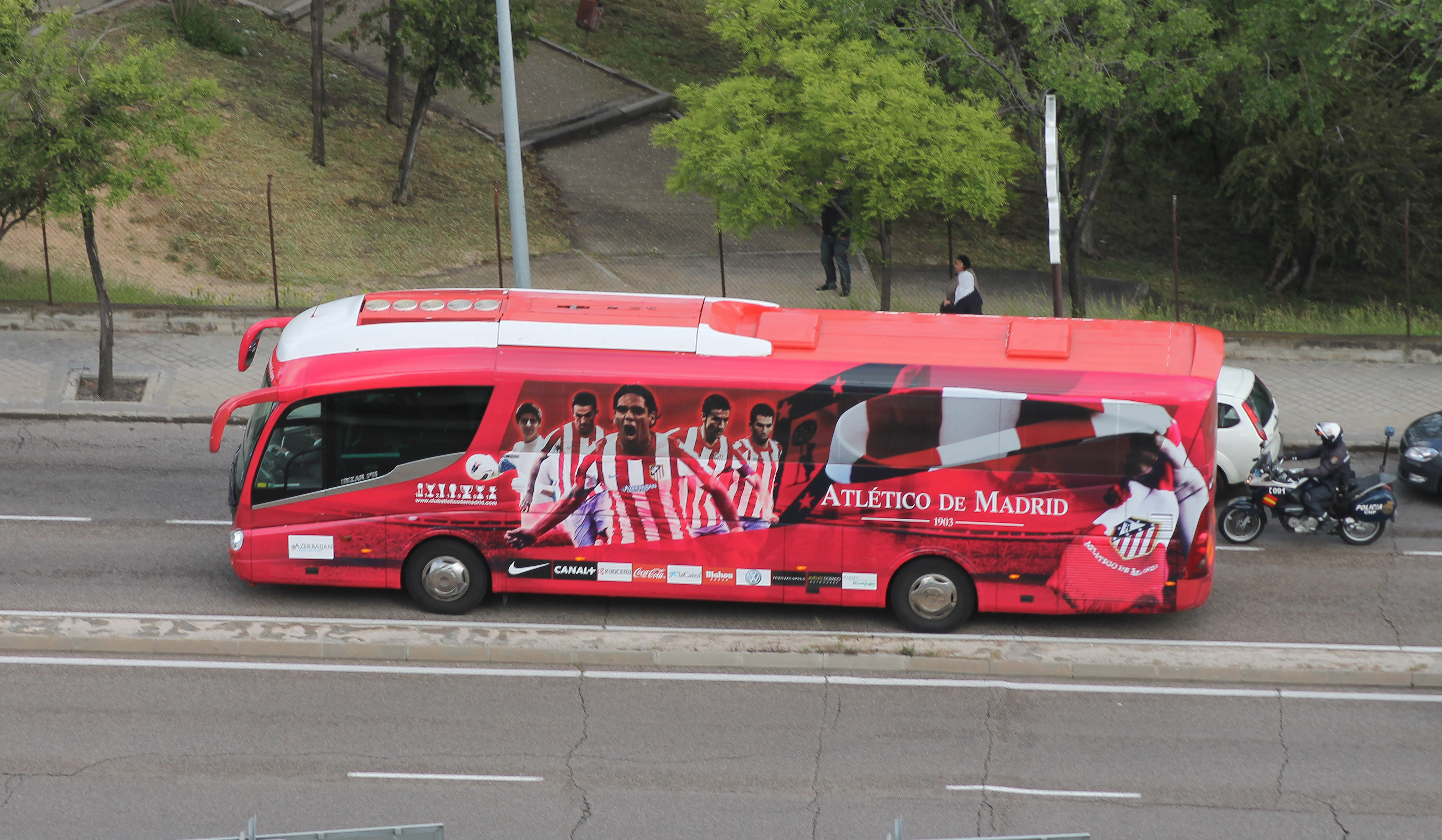
馬德里體育會的大巴,車身都是以紅白為主。

因為最初是作為畢爾包的分支球會，因此球會最初是以藍色和白色為球衣主要顏色。後來在1911年，球會決定使用紅色和白色作為球衣主要顏色而延續至今。很多人相信球衣顏色之所以受到改變，主要是因為紅色和白色的球衣是最廉價的，因為當時西班牙的床單大多數是上述兩種顏色，而相同的組合是用來做床單，而未使用的布料就很容易轉換成球衣。
而在阿塞拜彊之前，球會的球衣廣告是由哥倫比亞電影公司贊助 ，他們曾經用了不同的贊助圖案，當中更曾經印有電影《蜘蛛俠2》的廣告的球衣。因為球衣胸前廣告的更換必須要以非常快的速度跟上電影發行。因此基於成本的問題，耐克公司決定將不提供包括在由2002至2005年球衣贊助商的標誌。
| 贊助年期            | 球衣贊助商 | 廣告贊助商         |
| ------------------- | ---------- | ------------------ |
| 1980年–1986年       | Meyba      | 無                 |
| 1986年–1989年       | Puma       | 無                 |
| 1989年–1990年       | Puma       | 京瓷株式會社       |
| 1990年–1993年       | Puma       | 馬貝拉旅遊局       |
| 1993年–1994年       | Puma       | Antena 3電視台     |
| 1994年–1996年       | Puma       | 馬貝拉旅遊局       |
| 1996年–1997年       | Puma       | 萬代（電子寵物）   |
| 1997年–1998年       | Puma       | 馬貝拉旅遊局       |
| 1998年–1999年       | 銳步       | 馬貝拉旅遊局       |
| 1999年–2000年       | 銳步       | 無                 |
| 2000年–2001年       | 銳步       | Idea               |
| 2001年–2002年       | 耐克       | Idea               |
| 2002年–2003年       | 耐克       | Century            |
| 2003年–2005年       | 耐克       | 哥倫比亞電影公司   |
| 2005年–2011年       | 耐克       | 起亞汽車           |
| 2012年3月-5月       | 耐克       | 瑞克索斯酒店集團   |
| 2012年5月-12月      | 耐克       | 華為               |
| 2012年–2015年       | 耐克       | 阿塞拜疆國家旅遊局 |
| 2013年–2015年       | 耐克       | 2015年歐洲運動會   |
| 2015年-2023年上半年 | 耐克       | Plus500            |
| 2023年下半年-       | 耐克       | 利雅得航空         |

註解：
1. 1 2 3  時任主席赫蘇斯·希爾同時為馬貝拉市長。
2. ↑  在球衣上的廣告包括：《家有仙妻（英语：Bewitched (2005 film)）》、《好萊塢重案組（英语：Hollywood Homicide）》、《反恐特警組》、《大智若魚》、《地獄怪客》、《拉丁英語（法语：Spanglish (film)）》, 《惡靈古堡2：啟示錄》、《全民情聖》、《極限特工》以及《蜘蛛俠2》。

## 歷任領隊
| 領隊名稱                                            | 國籍                          | 任期                          | 成就 |
| 成 立 以 及 航 空 競 技 時 期                       | 成 立 以 及 航 空 競 技 時 期 | 成 立 以 及 航 空 競 技 時 期 | 成 立 以 及 航 空 競 技 時 期                                                                                      |
| --------------------------------------------------- | ----------------------------- | ----------------------------- | --- |
| 文奴爾·安蘇利亞加（Manuel Ansoleaga）                                | 西班牙                        | 1921—1922年                   | 帶領俱樂部奪得首個錦標冠軍，帶領球會奪得一屆中部錦標賽冠軍。                                                       |
| 伊圖爾韋·烏邦諾（Urbano Iturbe）                    | 西班牙                        | 1922—1923年                   | |
| 文斯·哈耶斯（Vince Hayes）                          | 英格兰                        | 1923—1924年                   | |
| 拉蒙·奧拉奇艾加（Ramón Olalquiaga）                 | 英格兰                        | 1924—1925年                   | 帶領俱樂部奪得一屆中部錦標賽冠軍                                                                                   |
| 弗雷德·彭特蘭（Fred Pentland）                      | 英格兰                        | 1925—1926年                   | |
| 安東尼奧·德米格爾（Antonio de Miguel）              | 西班牙                        | 1926—1927年                   | |
| 朱利安·魯埃特（Julián Ruete）                       | 西班牙                        | 1927年                        | |
| 弗雷德·彭特蘭（Fred Pentland）                      | 英格兰                        | 1927—1929年                   | 帶領俱樂部奪得一屆中部錦標賽冠軍                                                                                   |
| 安赫爾·羅莫（Ángel Romo）                           | 西班牙                        | 1929—1930年                   | |
| 魯道夫·耶尼（Rudolf Jeny）                          | 匈牙利                        | 1930—1932年                   | |
| 哈維爾·巴羅索（Javier Barroso）                     | 西班牙                        | 1932年                        | |
| 沃爾特·哈里斯（Walter Harris）                      | 英格兰                        | 1932—1933年                   | |
| 曼努埃爾·阿納托爾（Manuel Anatol）                  | 西班牙                        | 1933年                        | |
| 阿爾卡迪奧·阿特亞加（Arcadio Arteaga）              | 西班牙                        | 1933年                        | |
| 弗雷德·彭特蘭（Fred Pentland）                      | 英格兰                        | 1933—1935年                   | |
| 何塞普·萨米铁尔（Josep Samitier）                   | 西班牙                        | 1935—1936年                   | |
| （Ricardo Zamora）                                  | 西班牙                        | 1939—1940年                   | 帶領俱樂部奪得首個西班牙甲組聯賽冠軍、一屆中部錦標賽冠軍                                                           |
| 拉蒙·拉富恩特（Ramón Lafuente）                     | 西班牙                        | 1940年                        | |
| （Ricardo Zamora）                                  | 西班牙                        | 1940—1946年                   | 帶領俱樂部奪得一屆西班牙甲組聯賽冠軍、一屆西班牙冠軍盃（西班牙超級盃前身）                                         |
| 阿爾卡迪奧·阿特亞加（Emilio Vidal）                 | 西班牙                        | 1946—1948年                   | 帶領俱樂部奪得一屆伊娃盃（西班牙超級盃前身）                                                                       |
| 正 式 改 名 為 馬 德 里 競 技                       |                               |                               | |
| 利諾·德賴奧利（Lino Traioli）                       | 阿根廷                        | 1948—1949年                   | |
| 希倫尼奧·靴利拿（Helenio Herrera）                  | 阿根廷                        | 1949—1953年                   | 帶領俱樂部奪得兩屆西班牙甲組聯賽冠軍、一屆伊娃盃（西班牙超級盃前身）                                               |
| 拉蒙·科隆（Ramón Colón）                            | 西班牙                        | 1953年                        | |
| 貝尼托·迪亞斯（Benito Díaz）                        | 西班牙                        | 1953—1954年                   | 帶領球會奪得首個西班牙甲組聯賽冠軍                                                                                 |
| 哈辛托·金科塞斯（Jacinto Quincoces）                | 西班牙                        | 1954—1955年                   | 帶領球會奪得一屆西班牙甲組聯賽冠軍                                                                                 |
| 安東尼奧·巴里奧斯（Antonio Barrios）                | 西班牙                        | 1955—1957年                   | 帶領球會奪得兩屆西班牙盃冠軍                                                                                       |
| 费迪南德·道奇克（Ferdinand Daučík）                 | 捷克                          | 1957—1959年                   | |
| 比利亞隆加（José Villalonga Llorente）              | 西班牙                        | 1959—1962年                   | 帶領俱樂部奪得兩屆西班牙國王盃冠軍、一屆冠軍                                                                       |
| 拉斐爾·加西亞（Rafael García）                      | 西班牙                        | 1962—1963年                   | |
| 阿德里安·埃斯庫德羅（Adrián Escudero）              | 西班牙                        | 1963年                        | |
| 巴里納加（Sabino Barinaga）                         | 西班牙                        | 1963—1964年                   | |
| 奧托·本貝爾（Otto Bumbel）                          | 巴西                          | 1964—1965年                   | 帶領俱樂部奪得一屆西班牙國王盃冠軍                                                                                 |
| 多梅內克·巴爾曼尼亞（Domènec Balmanya）             | 西班牙                        | 1965—1966年                   | 帶領俱樂部奪得一屆西班牙甲組聯賽冠軍                                                                               |
| 奧托·格洛里亞（Otto Glória）                        | 巴西                          | 1966—1968年                   | |
| 岡薩雷斯·佩雷斯（Miguel González）                  | 西班牙                        | 1968—1969年                   | |
| （Marcel Domingo）                                  | 法國                          | 1969—1971年                   | 帶領俱樂部奪得一屆西班牙甲組聯賽冠軍                                                                               |
| 梅克爾（Manuel Fleitas Solich）                     | 奥地利                        | 1971—1973年                   | 帶領俱樂部奪得一屆西班牙甲組聯賽冠軍、一屆西班牙國王盃冠軍                                                         |
| 洛倫索（Juan Carlos Lorenzo）                       | 阿根廷                        | 1973—1974年                   | |
| 路易斯·阿拉贡内斯（Luis Aragonés）                  | 西班牙                        | 1974年11月26日—1978年6月30日  | 帶領俱樂部奪得一屆西班牙甲組聯賽冠軍、一屆西班牙國王盃冠軍、一屆洲際盃冠軍                                         |
| 埃克托爾·努涅斯（Héctor Núñez）                     | 乌拉圭                        | 1978年                        | |
| 路易斯·阿拉贡内斯（Luis Aragonés）                  | 西班牙                        | 1978年                        | |
| 費倫茨·蘇索（Ferenc Szusza）                        | 匈牙利                        | 1978—1979年                   | |
| 路易斯·阿拉贡内斯（Luis Aragonés）                  | 西班牙                        | 1979年7月1日—1980年3月17日    | |
| 赫蘇斯·馬丁內斯·哈約（Jesús Martínez Jayo）         | 西班牙                        | 1980年                        | |
| （Marcel Domingo）                                  | 法國                          | 1980年                        | |
| 何塞·路易斯·加西亞·特賴德（José Luis García Traid） | 西班牙                        | 1980—1981年                   | |
| 路易斯·奇德（Luis Cid）                             | 西班牙                        | 1981年                        | |
| 何塞·路易斯·加西亞·特賴德（José Luis García Traid） | 西班牙                        | 1981—1982年                   | |
| 路易斯·阿拉贡内斯（Luis Aragonés）                  | 西班牙                        | 1982年8月5日—1986年7月25日    | 帶領俱樂部奪得一屆西班牙國王盃冠軍                                                                                 |
| 比森特·米耶拉（Vicente Miera）                      | 西班牙                        | 1986年                        | |
| 赫蘇斯·馬丁內斯·哈約（Jesús Martínez Jayo）         | 西班牙                        | 1986—1987年                   | |
| 路易斯·阿拉贡内斯（Luis Aragonés）                  | 西班牙                        | 1987年2月3日—1987年6月30日    | |
| （César Luis Menotti）                              | 阿根廷                        | 1987年7月1日—1988年3月20日    | |
| 何塞·烏法特（José Ufarte）                          | 西班牙                        | 1988年                        | |
| 安東尼奧·布里奧內斯（Antonio Briones）              | 西班牙                        | 1988年                        | |
| （José Maguregi）                                   | 西班牙                        | 1988年                        | |
| 安東尼奧·布里奧內斯（Antonio Briones）              | 西班牙                        | 1988年                        | |
| （Ron Atkinson）                                    | 英格兰                        | 1988年至1989                  | |
| 科林·艾迪遜（Colin Addison）                        | 英格兰                        | 1989年                        | |
| 安東尼奧·布里奧內斯（Antonio Briones）              | 西班牙                        | 1989年                        | |
| （Javier Clemente）                                 | 阿根廷                        | 1989年7月1日—1990年2月27日    | |
| 安東尼奧·布里奧內斯（Antonio Briones）              | 西班牙                        | 1990年                        | |
| （Joaquín Peiró）                                   | 西班牙                        | 1990至2月1日—1990年6月30日    | |
| 桑托斯·奧韋赫羅 （Iselín Santos Ovejero）           | 阿根廷                        | 1990年                        | |
| （Tomislav Ivić）                                   | 南斯拉夫                      | 1990—1991年                   | 帶領俱樂部奪得一屆西班牙國王盃冠軍                                                                                 |
| 路易斯·阿拉贡内斯（Luis Aragonés）                  | 西班牙                        | 1991年6月10日—1993年1月31日   | 帶領俱樂部奪得一屆西班牙國王盃冠軍                                                                                 |
| 拉蒙·埃雷迪亞（Ramón Heredia）                      | 阿根廷                        | 1993年                        | |
| 雅伊爾·佩雷拉（Jair Pereira）                       | 巴西                          | 1993年                        | |
| 拉蒙·埃雷迪亞（Ramón Heredia）                      | 阿根廷                        | 1993年                        | |
| 埃米利奧·克魯茲（Emilio Cruz）                      | 西班牙                        | 1993年                        | |
| 何塞·路易斯·羅梅羅（José Luis Romero）              | 西班牙                        | 1994年                        | |
| 桑托斯·奧韋赫羅（Iselín Santos Ovejero）            | 阿根廷                        | 1994年                        | |
| 豪爾赫·達歷山德羅（Jorge D'Alessandro）             | 阿根廷                        | 1994年3月21日—1995年6月30日   | |
| 弗朗西斯科·馬圖拉納（Francisco Maturana）           | 哥伦比亚                      | 1994年7月1日—1994年11月1日    | |
| 豪爾赫·達歷山德羅（Jorge D'Alessandro）             | 阿根廷                        | 1994年11月1日—1995年2月20日   | |
| 阿爾菲奧·巴西萊（Alfio Basile）                     | 阿根廷                        | 1995年2月26日—1995年6月4日    | |
| 卡洛斯·桑切斯·阿吉亞爾（Carlos Sánchez Aguiar））1  | 西班牙                        | 1995年6月10日—1995年6月30日   | |
| 拉多米爾·安蒂奇（Radomir Antić）                    | 塞尔维亚                      | 1995年7月1日—1998年6月30日    | 帶領俱樂部奪得一屆西班牙甲組聯賽冠軍、一屆西班牙國王盃冠軍                                                         |
| 艾列高·沙基（Arrigo Sacchi）                        | 義大利                        | 1998年7月1日—1999年2月14日    | |
| 卡洛斯·桑切斯·阿吉亞爾（Carlos Sánchez Aguiar）2    | 西班牙                        | 1999年2月15日—1999年3月23日   | |
| 拉多米爾·安蒂奇（Radomir Antić）                    | 塞尔维亚                      | 1999年3月24日—1999年6月30日   | |
| 克勞迪奧·拉涅利（Claudio Ranieri）                  | 義大利                        | 1999年7月1日—2000年3月3日     | |
| 拉多米爾·安蒂奇（Radomir Antić）                    | 塞尔维亚                      | 2000年3月4日—2000年5月16日    | |
| 費爾南多·桑布拉諾（Fernando Zambrano）              | 西班牙                        | 2000年5月—2000年10月          | |
| 馬科斯·阿隆索·佩尼亞（Marcos Alonso）               | 西班牙                        | 2000年10月—2001年4月          | |
| 卡洛斯·加西亞·坎塔雷羅（García Cantarero）          | 西班牙                        | 2001年4月—2001年6月           | |
| 路易斯·阿拉贡内斯（Luis Aragonés）                  | 西班牙                        | 2001年6月25日—2003年7月22日   | 帶領俱樂部奪得一屆西班牙乙組聯賽冠軍                                                                               |
| 格里歐·曼薩諾（Gregorio Manzano）                   | 西班牙                        | 2003年7月23日—2004年5月25日   | |
| 塞薩爾·費蘭多（César Ferrando）                     | 西班牙                        | 2004年7月1日—2005年6月30日    | |
| 卡洛斯·比安基（Carlos Bianchi）                     | 阿根廷                        | 2005年7月1日—2006年1月12日    | |
| 何塞·穆爾西亞（José Murcia）                        | 西班牙                        | 2006年1月—2006年6月           | |
| （Javier Aguirre）                                  | 墨西哥                        | 2006年7月1日—2009年2月2日     | |
| 阿贝尔·雷西诺（Abel Resino）                        | 西班牙                        | 2009年2月3日—2009年10月23日   | |
| （Santiago Denia）3                                 | 西班牙                        | 2009年10月24日—2009年10月25日 | |
| 弗洛雷斯（Quique Sánchez Flores）                   | 西班牙                        | 2009年10月26日—2011年6月30日  | 帶領俱樂部奪得一屆歐洲超級盃冠軍、一屆歐洲聯賽冠軍                                                                 |
| 格里歐·曼薩諾（Gregorio Manzano）                   | 西班牙                        | 2011年7月1日—2011年12月22日   | |
| （Diego Simeone）                                   | 阿根廷                        | 2011年12月23日至今            | 帶領俱樂部两屆西班牙甲組聯賽冠軍、一屆西班牙國王盃冠軍、一屆西班牙超級盃冠軍、兩屆歐洲超級盃冠軍、兩屆歐洲聯賽冠軍 |

^  注解1：看守領隊。

^  注解2：看守領隊。

^  注解3：看守領隊。

## 歷任會長

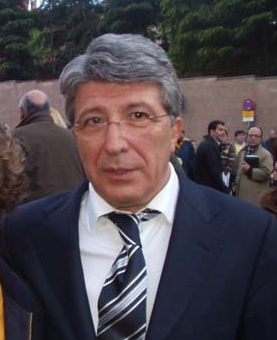
現任會長恩里克·塞雷佐

| - 1. 恩里克·阿連德 (1903) - 2. Eduardo de Acha (1903–07) - 3. Ricardo de Gondra (1907–09) - 4. Ramón de Cárdenas (1909–12) - 5. Julián Ruete (1912–19) - 6. Álvaro de Aguilar (1919–20) - 7. Julián Ruete (1920–23) - 8. Juan de Estefanía (1923–26) - 9. Luciano Urquijo (1926–31) - 10. Rafael González (1931–35) - 11. José L. del Valle (1935–36) - 12. José María Fernández (1936–39) - 13. Francisco Vives (1939) - 14. Luis Navarro (1939–41) - 15. Manuel Gallego (1941–45) - 16. Juan Touzón (1946–47) - 17. Cesáreo Galindez (1947–52) - 18. Marqués de la Florida (1952–55) - 19. Juan Suevos (1955) - 20. Javier Barroso (1963–64) - 21. 比森特·卡爾德隆 (1964–80) - 22. Ricardo Irezábal (1980) - 23. Alfonso Cabeza (1980–82) - 24. Antonio del Hoyo (1982) - 25. Agustín Cotorruelo (1982) - 26. 比森特·卡爾德隆 (1982–87)（任內逝世） - 27. Francisco Castedo (1987) - 28. 赫蘇斯·吉爾 (1987–2003) - 29. 恩里克·塞雷佐 (2003–) |

## 著名球員
參見分類:馬德里體育會球員
| 20世紀40至50年代 - （Germán Gómez） - 艾利安·伊古斯度（Adrián Escudero） - 拉尔比·本穆巴拉克(Larbi Benbarek) - （Joaquín Peiró） - （Vavá） 20世紀60至80年代 - 路易斯·阿拉貢內斯（Luis Aragonés） - 阿德拉多·罗德里格斯（Adelardo Rodríguez） - （Miguel Jones） - 恩里克·考拉（Enrique Collar） - 何塞·歐洛希奧·格拉帝（José Eulogio Gárate） - 哈維爾·伊魯雷塔（Javier Irureta） - 乌戈·桑切斯（Hugo Sánchez） 20世紀至90年代 - 阿贝尔·雷西诺（Abel Resino） - 保羅·富特雷（Paulo Futre） - （Christian Vieri） - （Jimmy Hasselbaink） - 加马拉（Carlos Gamarra） | 21世紀00年代 - 博格斯（Germán Burgos） - 迭戈·西蒙尼（Diego Simeone） - （Fabricio Coloccini） - 加莱蒂（Luciano Galletti） - （Jesper Grønkjær） - （Kezman） - 何塞·马里（Josi Mari） - （Kiko） - （José Francisco Molina） - 费尔南多·托雷斯（Fernando Torres） - （Raúl García） - （Martin Petrov） - （Costinha） - （Diego Forlan） - 阿奎羅（Sergio Agüero） - （Maxi Rodríguez） | 21世紀10年代 - （Tiago Mendes） - （Falcao） - 大衛·迪基亞（David De Gea） - （Juanfran） - （Gabi） - （Koke） - （Saúl Ñíguez） - （Vitolo） - （David Villa） - （Álvaro Morata） - 迪亞高·哥斯達（Diego Costa） - （Diego Godín） - （José Giménez） - （Miranda） - （Filipe Luís） - （Arda Turan） - （Mario Mandžukić） - （Šime Vrsaljko） - （Antoine Griezmann） - 加美路（Kevin Gameiro） - （Lucas Hernández） - （Yannick Carrasco） - 高圖爾斯（Thibaut Courtois） - （Jan Oblak） - （Ángel Correa） - （Thomas Partey） - （Stefan Savić） | 21世紀20年代 - 蘇亞雷斯（Luis Suárez） - （João Félix） - （Thomas Lemar） - （Marcos Llorente） - （Mario Hermoso） - （César Azpilicueta） - （Robin Le Normand） - （Kieran Trippier） - 洛迪（Renan Lodi） - （Felipe Monteiro） - （Samuel Lino） - （Axel Witsel） - （Rodrigo De Paul） - （Julián Álvarez） - （Alexander Sörloth） |

## 馬德里德比

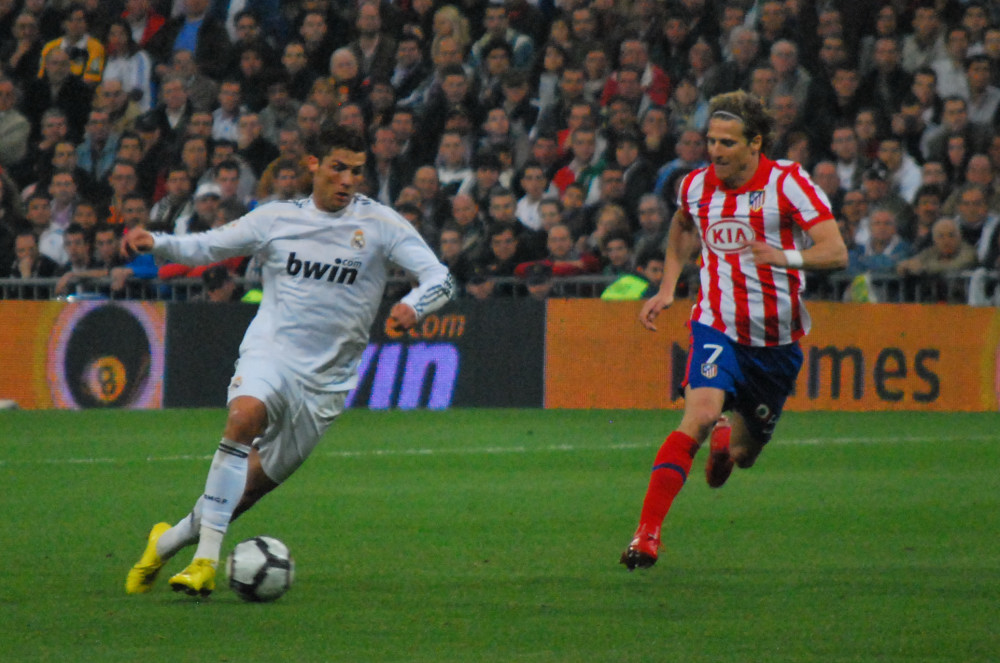
2010-11賽季西甲聯賽的馬德里打吡，分別為兩隊上陣的球員C朗拿度（左）和科蘭（右）

馬德里市內除了馬德里競技外還有皇家馬德里為其主要競爭對手，皇家馬德里曾奪得多個聯賽冠軍，兩隊每逢聯賽碰頭必定成為馬德里市以及西甲聯賽的焦點。他們歷史上首度碰頭於1929年2月24日，皇馬主場以二比一取勝。1960年及1961年西班牙盃決賽剛好由該兩支同市球隊爭奪，結果馬競先後以三比一及三比二奪取冠軍。皇馬自1999年10月30日於聯賽中1比3主場落敗後，便連續13年在各項賽事中對馬競保持不敗。
馬德里競技在近數年的打吡中穩佔上風。在2013年5月17日，皇家馬德里於主場班拿貝球場作賽的西班牙盃決賽中，在加時賽以1:2負於馬德里體育會，馬競14年不勝皇馬的記錄也宣告終結。
在13-14球季，馬德里體育會在2013年9月23日聯賽作客班拿貝球場憑着迪亞高·哥斯達的入球以1:0擊敗皇家馬德里。在次年的歐冠盃決賽，兩隊再度碰頭，亦是歐冠史上首次由兩支同城球隊爭奪冠軍，最終皇馬踢至加時以4:1大勝馬體會，捧起球會史上第十座大耳朵盃。
在14-15球季，2014年西班牙超級盃中，馬競兩回合計2:1擊敗皇馬歷史上第二次奪得此項錦標，而次回合馬競主場以1:0擊敗皇馬的比分，也打破了馬競近15年主場不勝皇馬的紀錄。
2018年歐洲超級盃中，馬競加時以4:2擊敗皇馬奪標。
在西班牙因為佛朗哥的獨裁而被國際孤立的時候; 一位部長說「皇馬是我們有史以來最好的大使館」。政府官員這種看法已經對這個城市的足球身份產生了重要影響，它攻擊到當地人的集體意識。在這方面，馬德里競技球迷們原創大量事物去諷刺皇馬，而且是最常見的歌曲為"Hala Madrid, hala Madrid, el equipo del gobierno, la vergüenza del país"(「馬德里前進，馬德里前進，政府的俱樂部，國家的恥辱。」)
以下是近年馬德里競技於聯賽對皇家馬德里的對賽成績：
| 賽季    | 主場                      | 客場                      |
| ------- | ------------------------- | ------------------------- |
| 2009-10 | 馬德里競技 2:3 皇家馬德里 | 皇家馬德里 3:2 馬德里競技 |
| 2010-11 | 馬德里競技 1:2 皇家馬德里 | 皇家馬德里 2:0 馬德里競技 |
| 2011-12 | 馬德里競技 1:4 皇家馬德里 | 皇家馬德里 4:1 馬德里競技 |
| 2012-13 | 馬德里競技 1:2 皇家馬德里 | 皇家馬德里 2:0 馬德里競技 |
| 2013-14 | 馬德里競技 2:2 皇家馬德里 | 皇家馬德里 0:1 馬德里競技 |
| 2014-15 | 馬德里競技 4:0 皇家馬德里 | 皇家馬德里 1:2 馬德里競技 |
| 2015-16 | 馬德里競技 1:1 皇家馬德里 | 皇家馬德里 0:1 馬德里競技 |
| 2016-17 | 馬德里競技 0:3 皇家馬德里 | 皇家馬德里 1:1 馬德里競技 |
| 2017-18 | 馬德里競技 0:0 皇家馬德里 | 皇家馬德里 1:1 馬德里競技 |
| 2018-19 | 馬德里競技 1:3 皇家馬德里 | 皇家馬德里 0:0 馬德里競技 |
| 2019-20 | 馬德里競技 0:0 皇家馬德里 | 皇家馬德里 1:0 馬德里競技 |
| 2020-21 | 馬德里競技 1:1 皇家馬德里 | 皇家馬德里 2:0 馬德里競技 |
| 2021-22 | 馬德里競技 1:0 皇家馬德里 | 皇家馬德里 2:0 馬德里競技 |
| 2022-23 | 馬德里競技 1:2 皇家馬德里 | 皇家馬德里 1:1 馬德里競技 |
| 2023-24 | 馬德里競技 3:1 皇家馬德里 | 皇家馬德里 1:1 馬德里競技 |

## 外部連結
- 馬德里競技官方網站 （页面存档备份，存于） （西班牙文）（英文）
- Atlético de Madrid （页面存档备份，存于） at UEFA
- Atlético de Madrid （页面存档备份，存于） at UEFA Champions League
- Atlético de Madrid （页面存档备份，存于） at La Liga （英文） （西班牙文）